# Edward Hopper
Vous lisez un « bon article » labellisé en 2007.
Pour les articles homonymes, voir Hopper.
Edward Hopper, né le 22 juillet 1882 à Nyack dans l’État de New York et mort le 15 mai 1967 à Greenwich Village (New York), est un artiste peintre et un graveur américain.
Exerçant essentiellement son art à New York, où il a son atelier, il est considéré comme l’un des représentants du réalisme américain, parce qu’il peint la vie quotidienne des classes moyennes. Au début de sa carrière, il représente des scènes parisiennes avant de se consacrer aux paysages américains et de devenir un témoin attentif des mutations sociales aux États-Unis. Il produit beaucoup d’huiles sur toile, mais travaille également l'affiche, la gravure (eau-forte) et l'aquarelle.
Une grande partie de l’œuvre de Hopper exprime par contraste la nostalgie d’une Amérique passée, ainsi que le conflit entre nature et monde moderne. Dans une « ambiance métaphysique », en un monde devenu autre où la relation humaine est comme effacée, ses personnages sont le plus souvent esseulés et mélancoliques.

## Biographie

### Formation et voyages en Europe
Edward Hopper naît à Nyack, ville de l'État de New York, au sein d’une famille modeste de commerçants qui vendent des articles de mercerie. Il reçoit une éducation baptiste et fréquente une école privée, puis le lycée de sa ville natale. Il s’installe ensuite à New York, où il se forme au métier d’illustrateur dans la New York School of Illustrating. Il entre à la New York School of Art en 1900. Il y rencontre George Wesley Bellows, Guy Pène du Bois, Patrick Henry Bruce, Walter Pach, Rockwell Kent et Norman Raeben dont certains furent assimilés à l’Ash Can School. Parmi ses professeurs, Robert Henri (1865-1929) lui enseigne à représenter des scènes réalistes de la vie urbaine.
Afin de compléter sa formation, Edward Hopper effectue trois séjours à Paris, entre 1906 et 1910, s’installant notamment 48, rue de Lille,,. L’une de ses toiles, intitulée Escalier au 48, rue de Lille, en témoigne.
L'artiste va travailler à la Société Française des films et cinématographes : Éclair. Ses missions qui étaient de concevoir des affiches pour des films policiers auront un véritable impact sur sa peinture.
Il visite plusieurs pays d’Europe : les Pays-Bas (Amsterdam et Haarlem), le Royaume-Uni (Londres), l’Espagne (Madrid, Tolède), l’Allemagne (Berlin), la Slovaquie (Bratislava) et la Belgique (Bruxelles). Il se familiarise avec les œuvres des grands maîtres du Vieux Continent et produit une trentaine d’œuvres, essentiellement à Paris. C’est également dans cette ville qu’il côtoie d’autres jeunes artistes américains et s’intéresse à la photographie avec Eugène Atget.

### Premières expositions

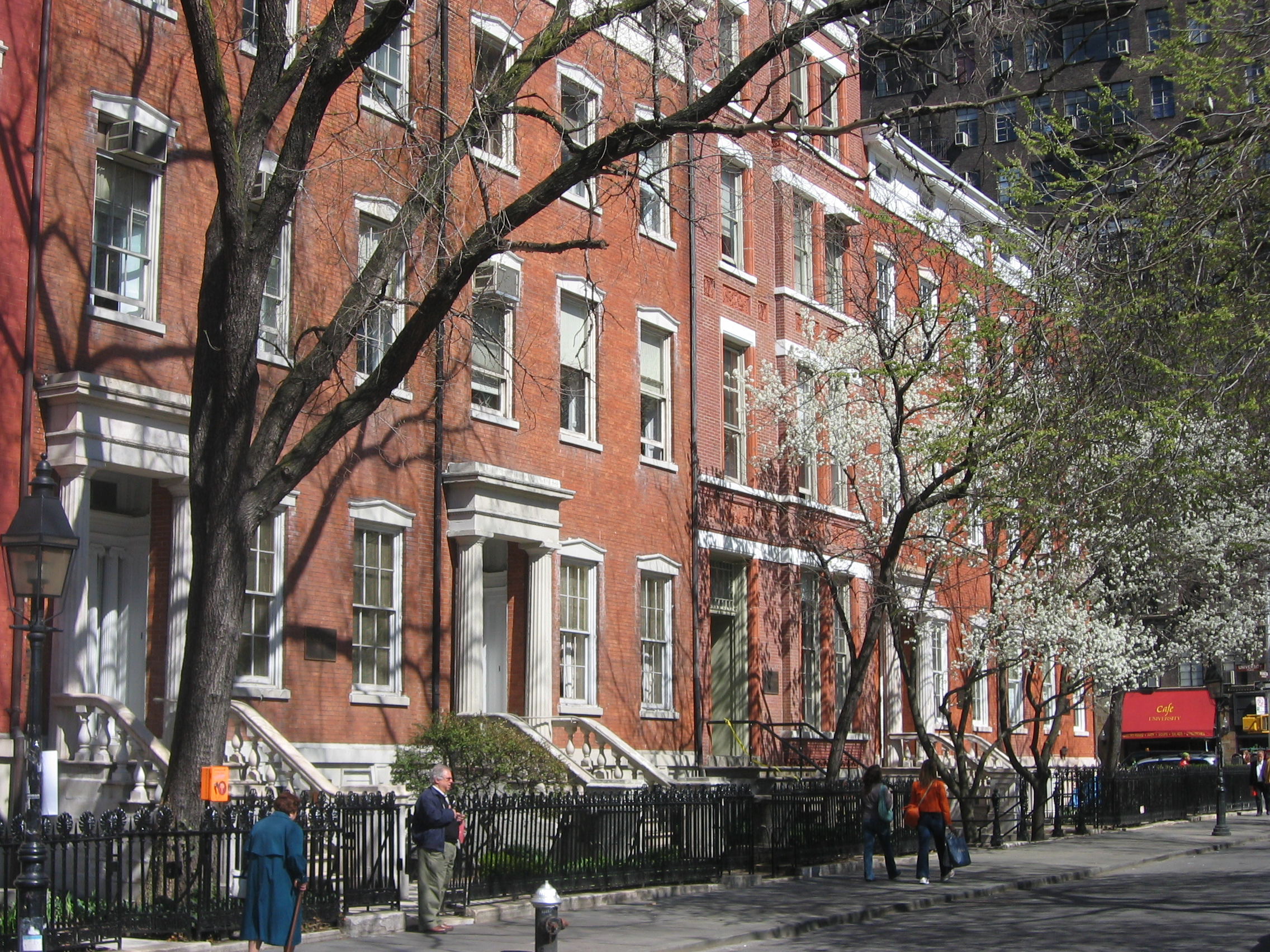
Washington Square North. C’est dans cette rue de New York qu’Edward Hopper aménagea son atelier.

En 1908, Edward Hopper s’installe définitivement à New York où il travaille comme dessinateur publicitaire puis comme illustrateur, un métier qu’il n’apprécie pas. À cette époque, il ne peint que rarement, la plupart du temps en été. Il participe à plusieurs expositions collectives à New York : en 1908, à l’Harmonie Club et, en 1912, au Mac Dowell Club. L’année suivante, il vend sa première œuvre et s’établit dans un studio sur Washington Square dans le quartier de Greenwich Village. En 1915, il demande à son ami Martin Lewis de lui enseigner les techniques de l'estampe ; il réalise ses premières eaux-fortes cette année-là et se fait connaître par les critiques d’art dans une exposition au Mac Dowell Club. Mais c’est dans l’entre-deux-guerres qu’il commence à être vraiment reconnu, avec sa première exposition personnelle au Whitney Studio Club (1920).
En 1924, il se marie avec Josephine Verstille Nivison. Surnommée « Jo » par son époux, elle a suivi, comme lui, les cours de Robert Henri et elle est devenue peintre. En 1933, le couple achète une propriété au Cap Cod où il construit une maison et installe un atelier. Hopper fut malheureux avec elle en raison de l'opposition de leurs caractères et sans doute aussi la frustration de Jo, qui a du vivre dans l'ombre de son mari, délaissant sa carrière de peintre, elle fut son unique modèle au corps toujours froid (Soleil du matin, 1952).

### Consécration
En 1925, Edward Hopper achève sa célèbre Maison au bord de la voie ferrée (The House by the Railroad), qui est considérée comme l’un de ses meilleurs tableaux. L’œuvre entre dans les collections du Museum of Modern Art dès 1930, grâce à un don du millionnaire Stephen Clark. La même année, le Whitney Museum of American Art acquiert le tableau Tôt un dimanche matin (Early Sunday Morning) pour une somme importante.
L'année 1933 est marquée par la première rétrospective de l’œuvre de Hopper au Museum of Modern Art de New York. En 1939, le peintre fait partie du jury du Carnegie Institute, avant d’être élu membre de l'Académie américaine des arts et des lettres en 1945. En 1952, il expose à la Biennale de Venise aux côtés de deux autres concitoyens. L’année suivante, il reçoit le titre de Doctor of Fine Arts de l’Art Institute of Chicago.
Hopper meurt le 15 mai 1967, dans son atelier près de Washington Square, à New York. Sa femme, la peintre Josephine Nivison, qui meurt dix mois plus tard, lègue les œuvres de son mari au Whitney Museum of American Art avec les siennes propres lesquelles furent détruites ou perdues par le musée. D’autres œuvres importantes se trouvent au MoMA de New York et à l’Art Institute of Chicago.

## Œuvre

### Caractéristiques et évolution d’un style
Les premiers tableaux d’Edward Hopper représentent des vues de Paris, en particulier de la Seine et du Louvre (Le Pont des Arts, 1907 ; Après-midi de juin, 1907 ; Le Louvre pendant un orage, 1909 ; Le Pavillon de Flore, 1909, etc.). Cette période parisienne, qui correspond aux séjours de l’artiste dans la capitale française (1906-1910), se poursuit alors qu’il est rentré définitivement aux États-Unis (Soir Bleu, sa plus grande toile, 1914 ; caricatures parisiennes dans les années 1920). Hopper est en effet marqué par les paysages et la peinture du Vieux Continent au point qu’il dira plus tard : « Tout m’a paru atrocement cru et grossier à mon retour [en Amérique]. Il m’a fallu des années pour me remettre de l’Europe. »
— R.G. Renner.
À Paris, il visite les musées et les expositions ; il s’intéresse aux impressionnistes (par l’intermédiaire de Patrick Henry Bruce) mais aussi aux maîtres néerlandais (Vermeer, Rembrandt) : lors de son voyage aux Pays-Bas, il est notamment très impressionné par La Ronde de nuit de Rembrandt. Son séjour en France ne fait que confirmer son admiration pour Edgar Degas. Cependant, Hopper ne suit pas ses contemporains dans leurs expériences cubistes et préfère l’idéalisme des artistes réalistes (Gustave Courbet, Honoré Daumier, Jean-François Millet), dont l’influence est perceptible dans ses premières œuvres. Par exemple, Le Pavillon de Flore (1909, Whitney Museum of American Art, New York), pose quelques principes que l’on pourra retrouver dans toute son œuvre : une composition basée sur quelques formes géométriques simples, de larges aplats de couleur, et l’utilisation d’éléments architecturaux dont les verticales, horizontales et diagonales fortes vont structurer le tableau.
Après son retour en Amérique, Edward Hopper produit des eaux-fortes (1915-1923), des affiches, des gravures (jusqu’en 1928) ainsi que des aquarelles, sous l’impulsion de sa femme. Il abandonne progressivement les thèmes parisiens pour se consacrer aux paysages américains et aux maisons de la Nouvelle-Angleterre. Dans les années 1920, il affirme un style personnel en peignant des vues aux couleurs sombres, brunes et tranchées (The City, 1927, Fenêtres, la nuit, 1928 ; Tôt un dimanche matin, 1930). Il s’éloigne ainsi de l’impressionnisme pour privilégier les grands à-plats de couleurs et les contrastes. Les portraits sont alors peu nombreux, à part un autoportrait (1925-1930) et des croquis représentant sa femme Josephine, la présence humaine est réduite à néant.

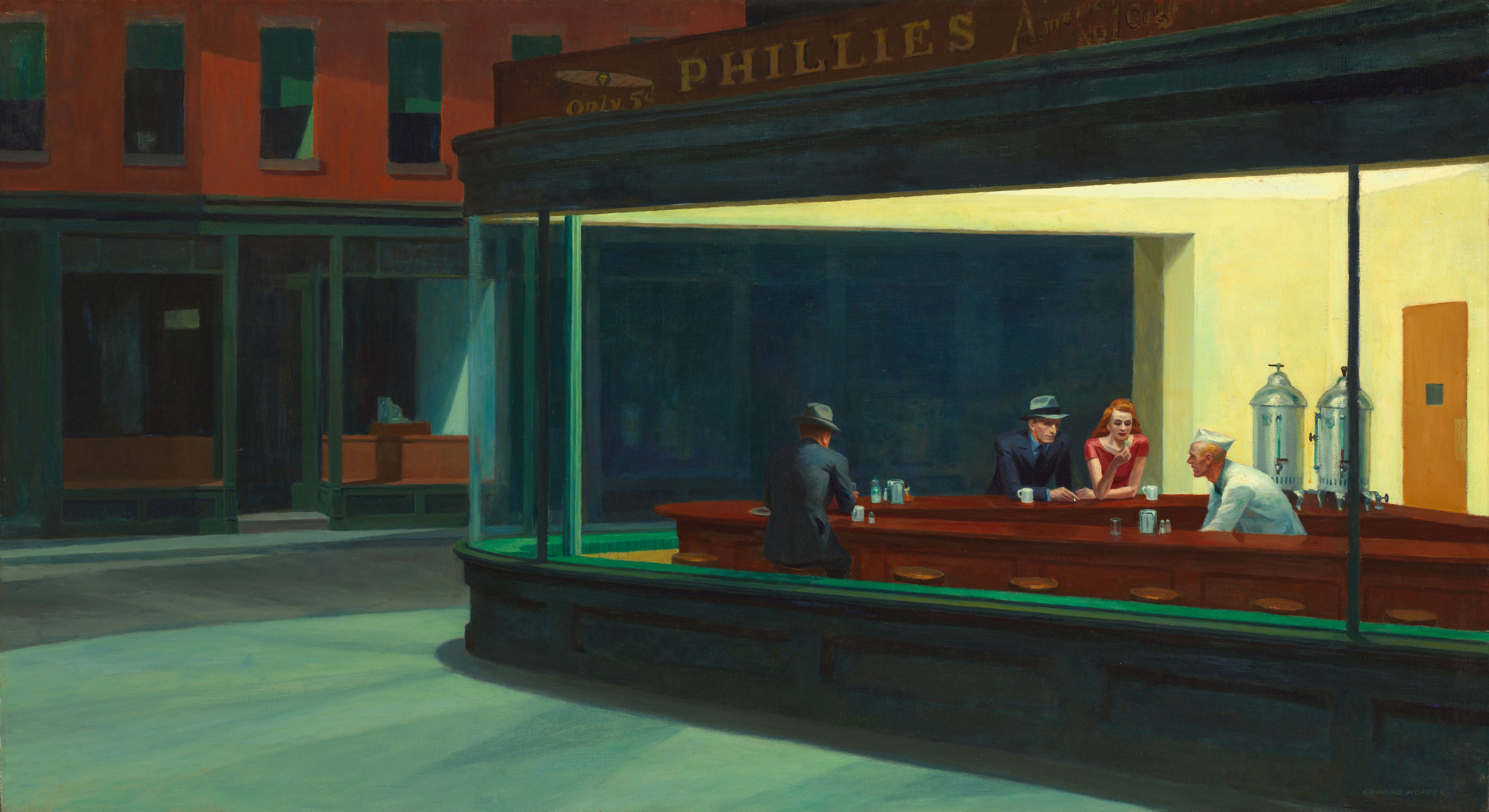
Nighthawks (1942).

Les figures humaines réapparaissent à la fin des années 1920 : Chop Suey, 1929, Tables pour dames (1930) et Chambre d’hôtel (1931) représentent des femmes. Les personnages se généralisent à partir de 1938 pour devenir de véritables acteurs des tableaux (Compartiment C, voiture 293, 1938 ; Soir au cap Cod, 1939 ; Noctambules (Nighthawks) 1942, etc.).
Dans les années 1950-1965, le peintre donne aux individus davantage de profondeur psychologique et les met en scène dans leurs relations avec les autres (Soir d’été, 1947 ; Route à quatre voies, 1956). On assiste alors à l’accentuation progressive de la frontière entre espace intérieur et espace extérieur, séparés par des lignes fortes. Enfin, les toiles représentant des pièces sont de plus en plus épurées, vidées de tout mobilier : dans Chambres au bord de la mer (1951), les meubles sont cachés par un mur. Dans Soleil du matin (1952), le seul objet de la chambre est le lit. Pourtant, c’est la période pendant laquelle Hopper rejette la peinture abstraite qui connaît un succès croissant en Amérique.
Ses œuvres apparaissent comme des reconstructions, recompositions de souvenirs ou bien des mises en scène du peintre, plus qu’une représentation fidèle d’une réalité. Les effets fantastiques sont créés par la perspective dans Chambres au bord de la mer (1951), à la manière de René Magritte.

### Thèmes récurrents

#### Paysages ruraux
Edward Hopper choisit des paysages ruraux principalement situés dans le nord-est des États-Unis : ses lieux de prédilection sont le Cap Cod, où il a sa propriété d’été, et d’une manière générale la Nouvelle-Angleterre dont il peint les phares (Le Phare de Squam, 1912 ; La Colline au phare, 1927, Le Phare de Two Lights, 1929). Au cours de sa vie, l’artiste voyage au Canada (1923), à travers les États-Unis (1925-1927, 1941 dans l’Ouest), au Mexique (1943, 1946, 1951, 1952), mais il reste attaché aux paysages du littoral atlantique.
Le spectateur est frappé par l’absence d’êtres humains dans ces paysages qui sont comme désertés, mais traversés par une route (Route dans le Maine, 1914) ou une voie ferrée (Passage à niveau, 1922-1923 ; Coucher de soleil sur voie ferrée, 1929). Ces lignes évoquent le voyage, le temps qui passe ou encore marquent une séparation entre civilisation et nature.

#### Architecture

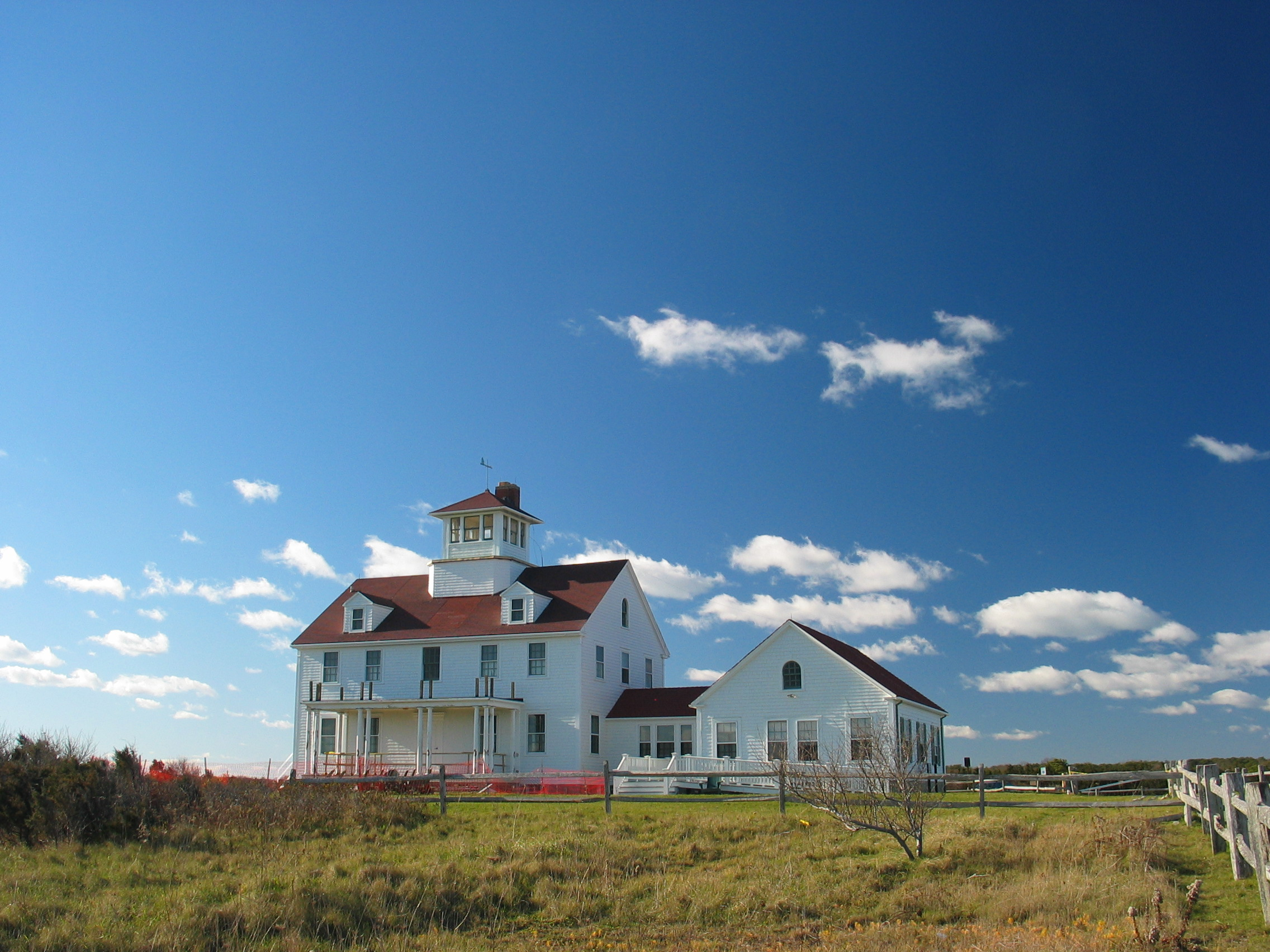
Maison du Cap Cod. Elle rappelle le Poste du garde-côte, une toile de 1927.

Hopper était passionné d’architecture et réalisa de nombreux croquis de bâtiments lorsqu’il était à Paris. Dans les années 1920, il se fit connaître par ses aquarelles figurant de belles maisons mansardées du XIXe siècle. Ces bâtisses sont les symboles d’un passé révolu, menacées ou encerclées par une nature effrayante. Dans d’autres cas, c’est la maison elle-même qui semble effrayante : en 1925, Hopper peint House by the Railroad, qui marque le début de sa maturité artistique. C’est la première d’une série de scènes urbaines et rurales combinant lignes fines et larges, baignées d’une lumière crue et sans concession, dans laquelle les figures humaines, isolées, semblent être prises au piège.
Les toiles d’Edward Hopper prennent pour sujet les bâtiments et les maisons à différents moments de la journée, reprenant ainsi l’héritage impressionniste : ses moments préférés sont le matin (Tôt un dimanche matin, 1930 ; Soleil du matin, 1952) et le soir (Soir au Cap Cod, 1939 ; Coucher de soleil sur voie ferrée, 1929), lorsque les ombres s’allongent et soulignent les contrastes. Les scènes nocturnes sont également présentes (Noctambules, 1942 ; Chambre pour touristes, 1945 ; Conférence nocturne, 1949).

#### Paysages urbains

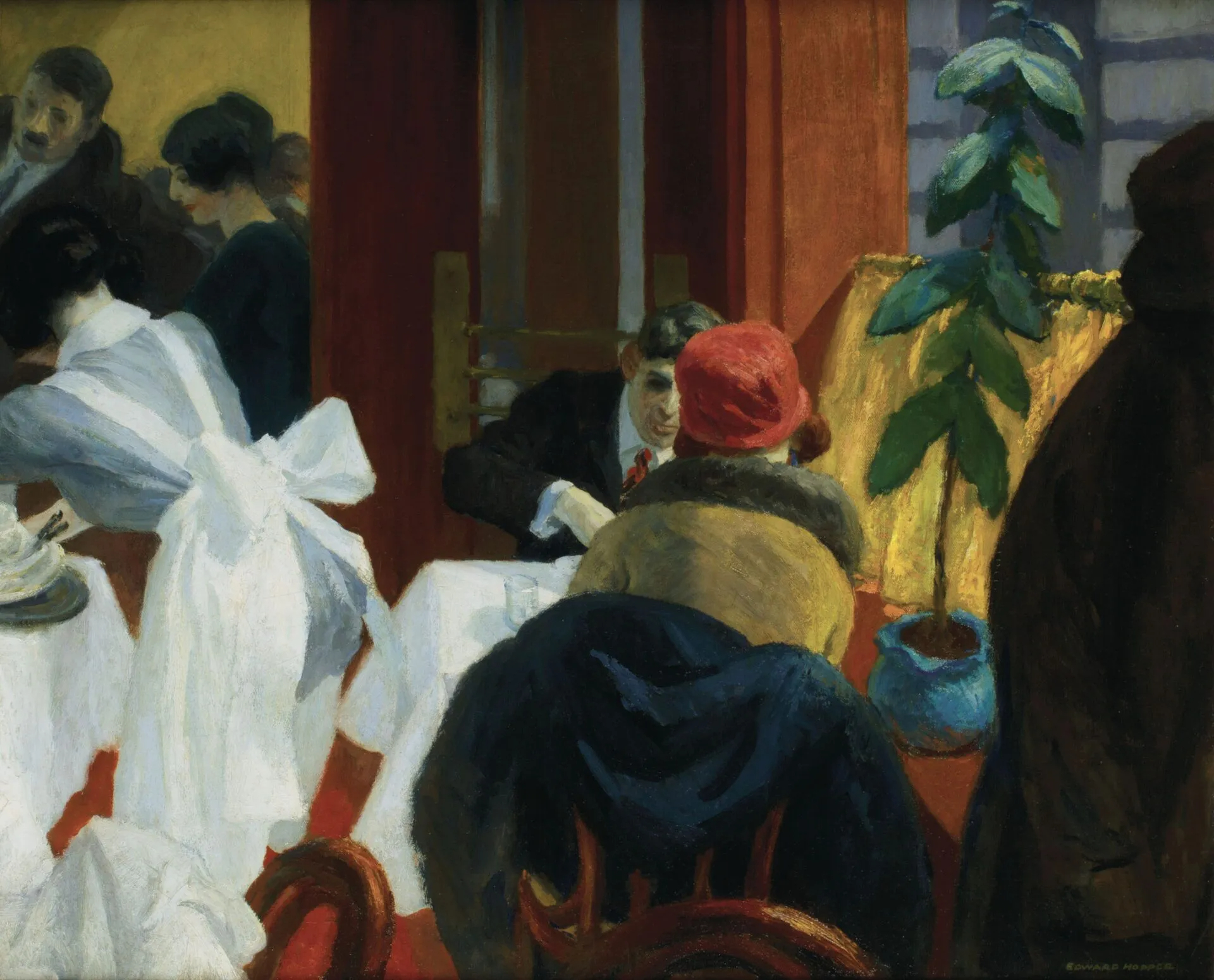
Le Restaurant à New York, 1922.

Les paysages urbains qu’Edward Hopper affectionne sont ceux de New York, parce que c’est là qu’il a étudié et qu’il a son atelier (Restaurant à New York, 1922 ; Portiques à Manhattan, 1928). Mais il figure aussi des villes moyennes ou petites (Village américain, 1912 ; Bureau dans une petite ville, 1953). Ses tableaux illustrent toutes les fonctions de la ville moderne : lieu de passage (hôtel, voies ferrées, rues), de loisirs (Restaurant à New York, 1922 ; The Circle Theater, 1936 ; Cinéma à New York, 1939), de travail (Conférence nocturne, 1949), de commerce (Pharmacie, 1927) ou de rencontre (Chop Suey, 1929 ; Noctambules, 1942). Ces œuvres témoignent d’une Amérique moderne à partir des années 1930 et d’une économie tertiaire : aucun de ses tableaux ne prend les usines comme sujet.
Edward Hopper se rapproche d’un de ses contemporains américains, Norman Rockwell. Mais, tandis que Rockwell glorifie l’imagerie des petites villes américaines, Hopper y dépeint la même solitude que dans ses scènes urbaines.

#### Le peintre de la société américaine
Les œuvres d’Edward Hopper sont le reflet de la vie quotidienne des Américains, l’american way of life, qui transparaît dans des détails réalistes : enseignes publicitaires (Chop Suey, 1929), mobilier urbain (bouche à incendie dans Tôt un dimanche matin, 1930). Les stations-service, motels, voies ferrées, rues désertes recréent une ambiance typique américaine. Dans Noctambules (1942, Art Institute of Chicago), son œuvre la plus connue, des clients esseulés sont assis au comptoir d’un diner dont les néons contrastent brutalement avec les ténèbres environnantes.
Les toiles d’Hopper témoignent d’une société en pleine mutation : elles dépeignent essentiellement le cadre de vie et l’existence des classes moyennes, en plein essor dans la première moitié du XXe siècle. Essence (1940) et Motel à l’Ouest (1957) montrent subtilement la naissance d’une société de l’automobile.
Les routes, les voies ferrées et les ponts sont d’autres signes de la modernité, du voyage et de la maîtrise du territoire américain. La ferme abandonnée sur Grange de Cobb, South Truro, 1930-1933, offre une vision des effets de la Grande Dépression. Hopper nous montre la solitude dans les grandes villes et des personnages qui semblent regretter une certaine Amérique qui est en train de disparaître.
Certaines œuvres évoquent indirectement la libération de la femme, en cours depuis la fin de la Première Guerre mondiale : Chop Suey (1929) montre des femmes exagérément fardées. Les robes deviennent courtes, les toilettes légères (Matin en Caroline du Sud, 1955 ; Été, 1943). La femme s’émancipe mais Hopper la représente souvent esseulée, encore fragile (Une femme au soleil, 1961). Hopper traite également le sujet du nu féminin (Eleven AM, 1926 ; Une femme au soleil, 1961) et de l’érotisme (Midi, 1949) ou du voyeurisme (Fenêtres la nuit, 1928 ; Matin dans une grande ville, 1944 ; Soleil du matin, 1952). 

Avec Second Story Sunlight, 1960, huile sur toile, 102,1 × 127,3 cm, Whitney Museum of American Art, New York : il représente « la lumière du matin sur des façades peintes en blanc » et met en scène deux figures féminines, l’une aux cheveux blancs, « gothique » et âgée, l’autre surnommée « Toots » – poupée – qui, selon les propres termes de Hopper, « n’est pas un mauvais cheval », « simplement un agneau déguisé en loup », ou encore est « alerte mais pas tumultueuse ».
Les rapports homme/femme sont enfin représentés : dans Hall d’hôtel (1943), un couple âgé se retrouve, alors qu’une jeune fille est en train de lire sur la droite. Dans Hôtel près d'une voie ferrée (1952), l’homme regarde par la fenêtre en fumant une cigarette, alors que sa femme lit sans lui prêter attention. Dans Soir au cap Cod (1939), c’est un jeune couple qui discute dans une loggia. Dans Soleil dans une cafétéria, un homme regarde une jeune fille et s’apprête sûrement à l’aborder. Enfin, sur Route à quatre voies (1956), la femme semble disputer son mari qui reste impassible.

#### Le peintre de la solitude, de l’aliénation et de la mélancolie
Hopper figure des personnages anonymes et archétypaux, dont le visage ne trahit aucune émotion, comme si le décor ou la situation le faisaient pour eux. Il a cultivé dans son œuvre une observation « voyeuriste » des personnages. Le peintre met en contraste les couleurs chaudes de sa palette avec les sentiments dégagés par ses protagonistes : froids, imperméables, distants. Pourtant, de ses toiles se dégagent diverses impressions : le silence, la tension, l’exclusion, la mélancolie… Peut-être la conséquence de sa surdité. Mais ce traitement du silence peut aussi s'expliquer par une volonté chez l'artiste de représenter ce qui ne peut pas être exprimé : « Si vous pouviez le dire avec des mots, il n'y aurait aucune raison de le peindre » (Edward Hopper). La solitude des personnages serait ainsi une façon de se concentrer sur leur intériorité et non sur ce qu'ils montrent à la société. Des rues désertes, des pièces aux dimensions exagérées mettent en valeur les personnages et suggèrent un effet d’aliénation. La lecture est dessinée comme dérivatif à leur solitude : Chambre d’hôtel (1931) ou Compartiment C, voiture 293 (1938) n’en sont que quelques exemples. Ces personnages de Hopper semblent aussi en attente : dans Été (1943), une jeune fille se tient debout sur le pas d’une porte, la main contre une colonne. Elle semble attendre que quelqu’un vienne la chercher. La scène est immobile, le seul mouvement est rendu par l’air qui fait gonfler les rideaux au rez-de-chaussée de l’immeuble.
La frontière entre espace intérieur et espace extérieur est matérialisée par une fenêtre, une porte ou un contraste de lumière. Dans Chambre pour touristes (1945), les pièces éclairées de la maison s’opposent à l’extérieur sombre. L’entrée de l’air ou de la lumière à l’intérieur d’une pièce symbolise une introspection.

### Inspiration
La peinture d’Edward Hopper puise son inspiration dans les œuvres du XVIIe siècle (Vélasquez, Rembrandt, Vermeer), mais aussi parmi les maîtres du XIXe siècle : Goya, Daumier et Manet. L’artiste américain apprécie tout particulièrement le travail d’Edgar Degas, notamment dans le rendu de l’espace et l’usage de lignes obliques dans la composition.
Hopper s’intéresse également aux poèmes de Ralph Waldo Emerson ainsi qu’aux théories de Carl Gustav Jung et de Sigmund Freud. Ses peintures ont souvent été comparées aux pièces réalistes d’Henrik Ibsen (1828-1906). Pour Noctambules (1942), où, derrière la baie vitrée d'un bar de nuit, deux hommes et une femme sont assis au comptoir, chacun absorbé dans ses pensées, Hopper dit s’être inspiré d’une nouvelle d’Hemingway, Les Tueurs.
Hopper aimait aller au cinéma et le septième art exerça une certaine influence sur son œuvre. Sa peinture possède en outre un « caractère éminemment photographique ». Les vues en hauteur (Bureau dans une petite ville, 1953), en plongée (Village américain, 1912 ; La Ville, 1927) ou en contre-plongée (Maison au bord de la voie ferrée, 1925 ; Two Comedians, son dernier tableau, 1965) en témoignent, de même que les cadrages, les effets d’éclairage et la mise en scène de ses tableaux.

### Edward Hopper et la France
Edward Hopper entretien une relation particulière avec la France, à l'image d'un de ses professeur, Robert Henri, il a passé une partie de sa jeunesse en France, en y réalisant ses premières œuvres. De ces années passées à Paris, il en retire plusieurs influences qui perdureront toute sa vie, on la retrouve dans sa première grande œuvre Soir bleu (le titre original est bien en français) qui fait figurer un Pierrot, personnage que l'on retrouve dans l'ultime peinture à l'huile, Two Comedians (1965). Cette dernière peinture contient une autre référence au film français Les Enfants du paradis, ce qui n'est pas sans rappeler ses premiers travaux pour le cinéma français lorsqu'il vivait à Paris.
Parmi les peintres qu'il découvre à Paris et qui vont l'influencer, on peut compter : Sisley, Pissarro, Renoir, Vallotton, Albert Marquet, Cézanne, Meryon, Manet, Degas, et le photographe Eugène Atget,.
Il tombe sous le charme de la culture française et restera francophile tout au long de sa vie : revenu aux États-Unis, il continue de lire des ouvrages en français et d’écrire dans cette langue. Il appréciait Paul Verlaine et Arthur Rimbaud, à tel point qu'il dédicacera une carte de noël à Joséphine (« Mlle Jo » sur la carte) en 1923 (il l'épouse en 1924), avec quelques vers issus de la Lune Blanche dans La Bonne Chanson. On y distingue en arrière-plan les deux clochers de Notre-Dame de Paris et sa flèche. Sa relation avec Joséphine serait en partie basée sur la francophilie du couple, Hopper ayant avoué que sa maîtrise du français était l'une des raisons pour lesquelles il l'avait épousée, cette dernière ayant récité les vers de Verlaine lors d'une promenade à Gloucester. Hopper enverra d'autres cartes à sa femme, avec une phrase ou un commentaire en français, l'appelant « Xanthippe », ce qui rend compte des relations difficile qu'il entretenait avec elle.
Outre la poésie, c'est aussi un lecteur de Victor Hugo, dont il fera des illustrations de l'L'Année terrible ou des Misérables.
Cette relation avec Paris et la France se montre très intense, il déclare dans une lettre à sa mère en décembre 1906, « Je ne crois pas qu’il existe sur terre une autre ville aussi belle que Paris, ni un autre peuple ayant un tel sens du beau que les Français. » Cette préférence pour la France et en particulier sa capitale, contraste avec d'autres pays et villes européennes qu'il visite à partir de juin 1907 : il n'a que peu d'estime pour Londres, qu'il trouve triste, maussade et moins belle que Paris. Pendant cette escale londonienne, il préfère déjeuner dans un restaurant français, rue Soho, et il finit son voyage en Europe en passant rapidement aux Pays-Bas et en Allemagne et revient en France pour trois semaines supplémentaires.
Cependant, son retour aux Etats-Unis remet en question cette francophilie. D'une part, Soir Bleu est mal reçu par la critique et le tableau sera caché par Hopper, très affecté par le mauvais retour et redécouvert après la mort de l'artiste, mais surtout, l'opinion américaine a changé. Dans les années 20, surtout après 1924 d'après Gail Levin, Hopper sort des influences françaises (de ses propres dires, il lui a fallu 10 ans, mais il avouera plus âgé qu'il est resté un "impressionniste"). A partir des années 20 et pendant les années 30, Hopper va publiquement prendre position pour un art américain, qu'il faut débarrasser d'une "domination française dans les arts plastiques dans les 30 dernières années aux Etats-Unis". Ce rejet affiché des influences françaises a été analysé par son ami et critique d'art Guy Pène du Bois, qui rejette la perception des contemporains de Hopper voyant en lui un peintre purement américain. Pour lui, les sujets de la peinture d'Edward Hopper, s'ils sont résolument américains, ne sauraient le définir exclusivement et qu'Hopper sera un jour reconnu pour un style très personnel et d'une technique très solide. D'après Gail Levin, le jugement de Guy Pène du Bois est particulièrement juste, les réalisations d'Hopper dépassent très largement un contexte américain et toute forme de provincialisme. Surtout, en privé, Edward Hopper ne renie pas le français, comme l'attestent les cartes envoyées à sa femme, qui restent rédigées en Français et l'influence de ce pays le poursuivra jusqu'à sa dernière peinture à l'huile.

### Prix
- 1919 : premier prix du concours national de l’United States Shipping Board Emergency Fleet pour une affiche[11]
- 1923 : M. & Mrs Frank G. Logan Prize par la Chicago Society of Etchers
- 1955 : médaille d’or pour la peinture du National Institute of Arts and Letters
- 1960 : distinction de l’Art in America

### Influence d'Edward Hopper

#### Cinéma et photographie
Les toiles d’Edward Hopper ont été une source d’inspiration pour les cinéastes : Alfred Hitchcock a utilisé La Maison près de la voie ferrée (1925) comme modèle pour la demeure de Psychose (1960), l'édifice plongé dans l'ombre dégageant un sentiment de mystère. La scène du tableau Fenêtres la nuit (1928), montrant la façade d'un appartement où l'on aperçoit une femme en petite tenue, évoque Fenêtre sur cour (1954) et Pas de printemps pour Marnie (1964), Bureau la nuit (1940), où l'on voit une secrétaire classant ses dossiers près de son patron qui lit son journal sans regards ni paroles échangées — sur le thème de l'incommunicabilité.
D’autres réalisateurs de films ont rendu hommage aux toiles d'Hopper : George Stevens (Géant, 1956), Terrence Malick, Sam Mendes, Wim Wenders (Paris, Texas, 1984 ; Lisbon Story, 1994 ; La Fin de la violence, 1997 ; Don't Come Knocking, 2005), Tim Burton (Sleepy Hollow, 1999), Alan Rudolph (Choose me, 1984), Peter Greenaway (Le Cuisinier…, 1989), Warren Beatty (Dick Tracy, 1990), les frères Coen (Barton Fink, 1991) ou Woody Allen (Accords et Désaccords, 1999), Dario Argento (Les Frissons de l'angoisse, 1975).
David Lynch ne cache pas que ses peintres préférés sont Pollock, Bacon et Hopper et Wim Wenders a dit qu'« on a toujours l'impression chez Hopper que quelque chose de terrible vient de se passer ou va se passer. »
L'œuvre de Hopper a également intéressé certains photographes. La Néerlandaise Laetitia Molenaar a par exemple reproduit les tableaux d'Edward Hopper en photographies.

#### Littérature
- Le poète Claude Esteban publie en 1991 Soleil dans une pièce vide[47], suite de récits inspirés de tableaux d'Edward Hopper ; l'auteur lui-même les a qualifiés de « scénographies d'Edward Hopper ». Le livre reçoit le prix France Culture.
- L'écrivain Marc Mauguin, dans un recueil de nouvelles, Les Attentifs (2017), inaugure la collection « Les Passe-Murailles » chez Robert Laffont. Il donne la parole à des personnages de douze tableaux de Hopper, imaginant le hors-champ temporel de chaque scène.

#### Musique
- Sur dix des récits que des tableaux de Hopper ont inspiré à Claude Esteban dans Soleil dans une pièce vide, la compositrice Graciane Finzi compose en 2013 Scénographies d’Edward Hopper sur un texte de Claude Esteban, mélologue pour récitant et onze cordes. L'œuvre est créée le 24 mars 2014 au Théâtre des Célestins à Lyon avec Claudia Stavisky, récitante, et le Paris Mozart Orchestra dirigé par Claire Gibault, et reprise le 15 avril 2015 à la Philharmonie de Paris avec Aurore Ugolin en récitante ; elle est enregistrée le 26 novembre 2016, à la Grande Salle de l'Arsenal de Metz, par Natalie Dessay et le même orchestre sous la même direction et publiée par le label Sony dans le double album Pictures of America.
- En 2012, Johnny Hallyday rend hommage au peintre à travers la chanson « Un tableau de Hopper » dans son album L'Attente[48].

## Œuvres d’Edward Hopper

### Typologie des compositions

Personnages vus de l'extérieur.
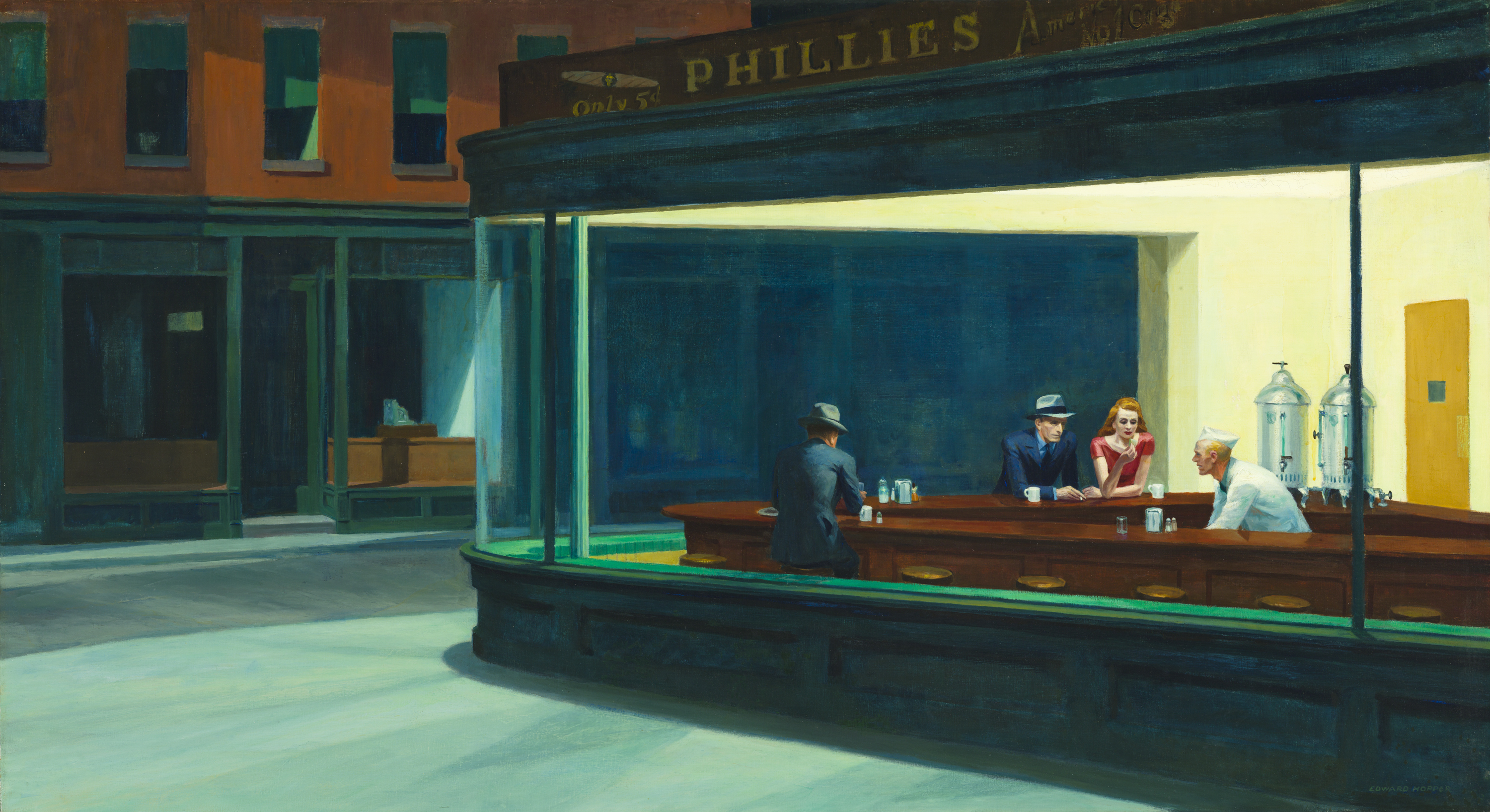
Nighthawks, 1942

Intérieur avec plusieurs personnages.
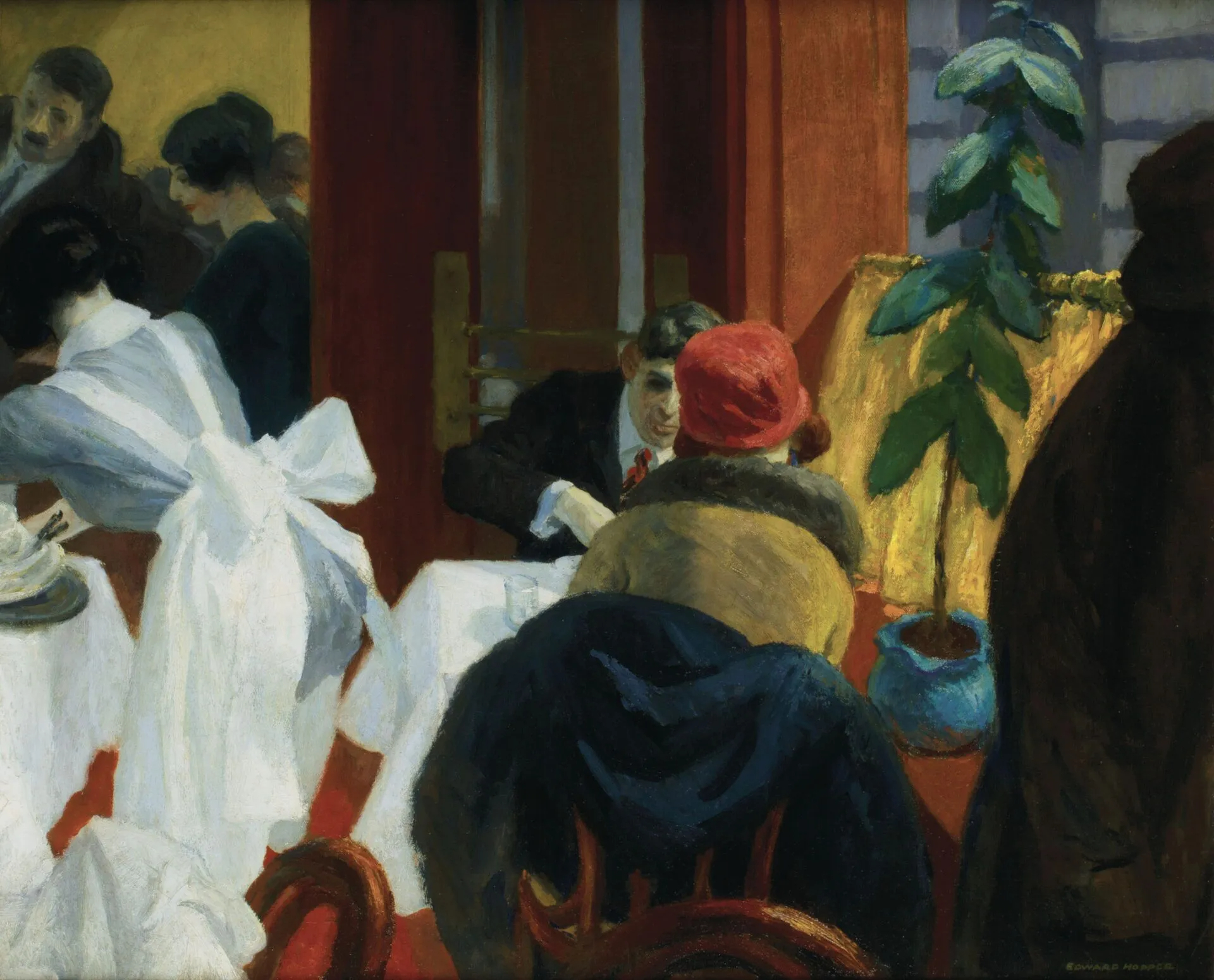
New York restaurant, 1922.
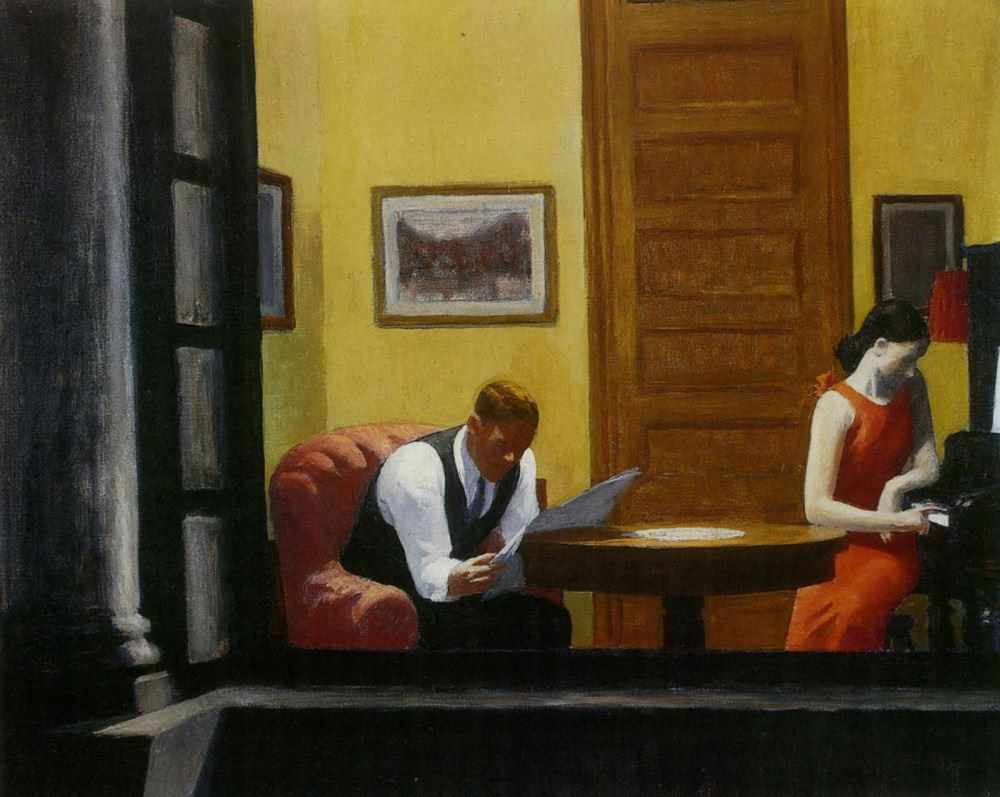
Room in New York, 1932.
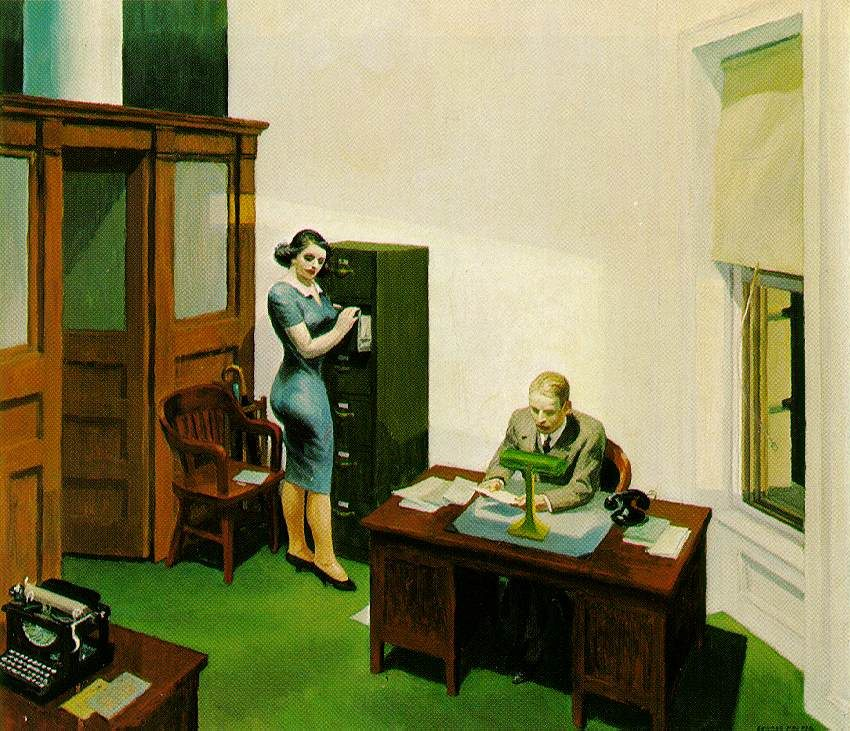
Office at Nights, 1940.
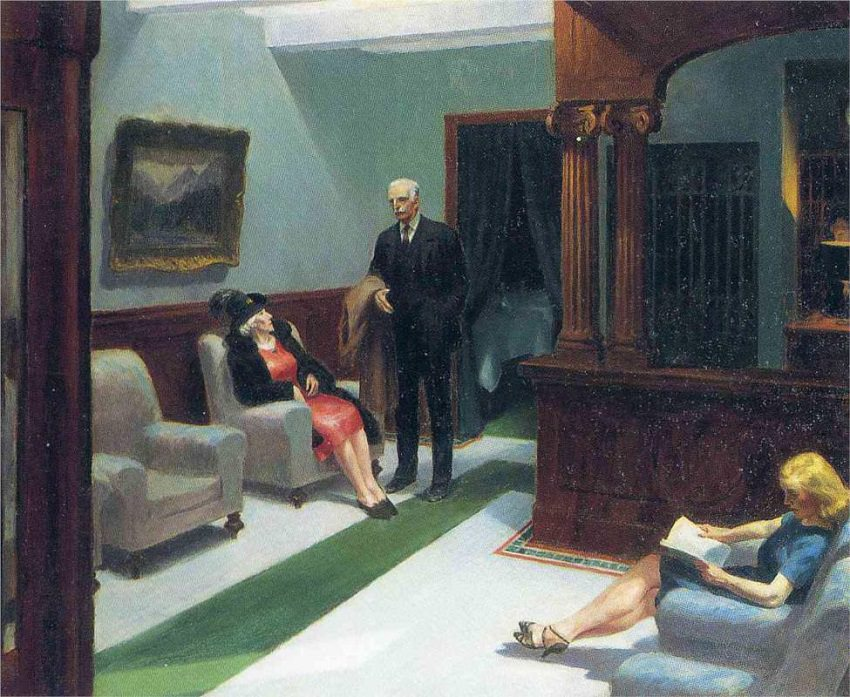
Hotel Lobby, 1943.

Intérieur avec un seul personnage.
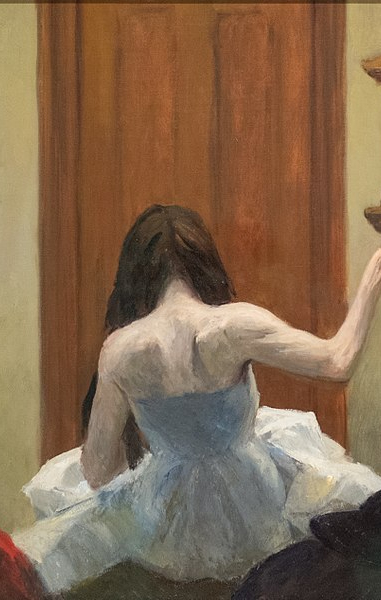
Interior, 1921.
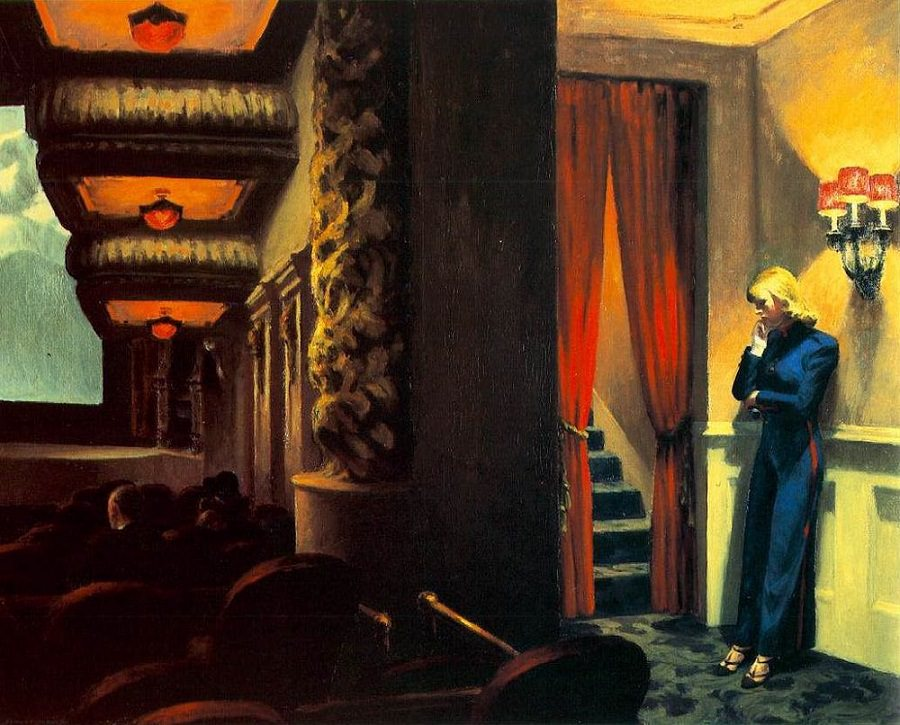
New York Movie, 1939.

Intérieur à la fenêtre avec un seul personnage.
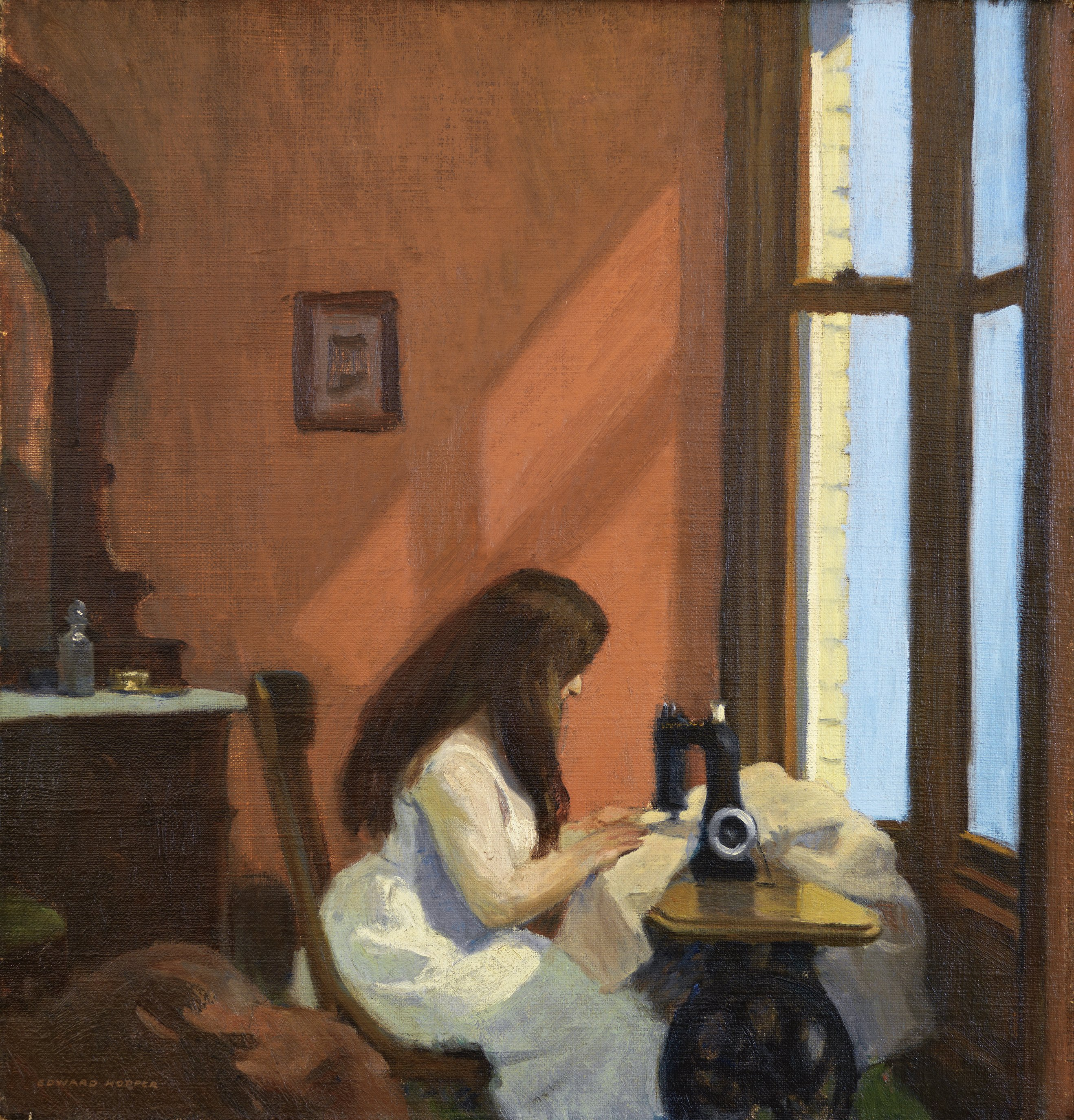
Jeune Fille à la machine à coudre, 1921.
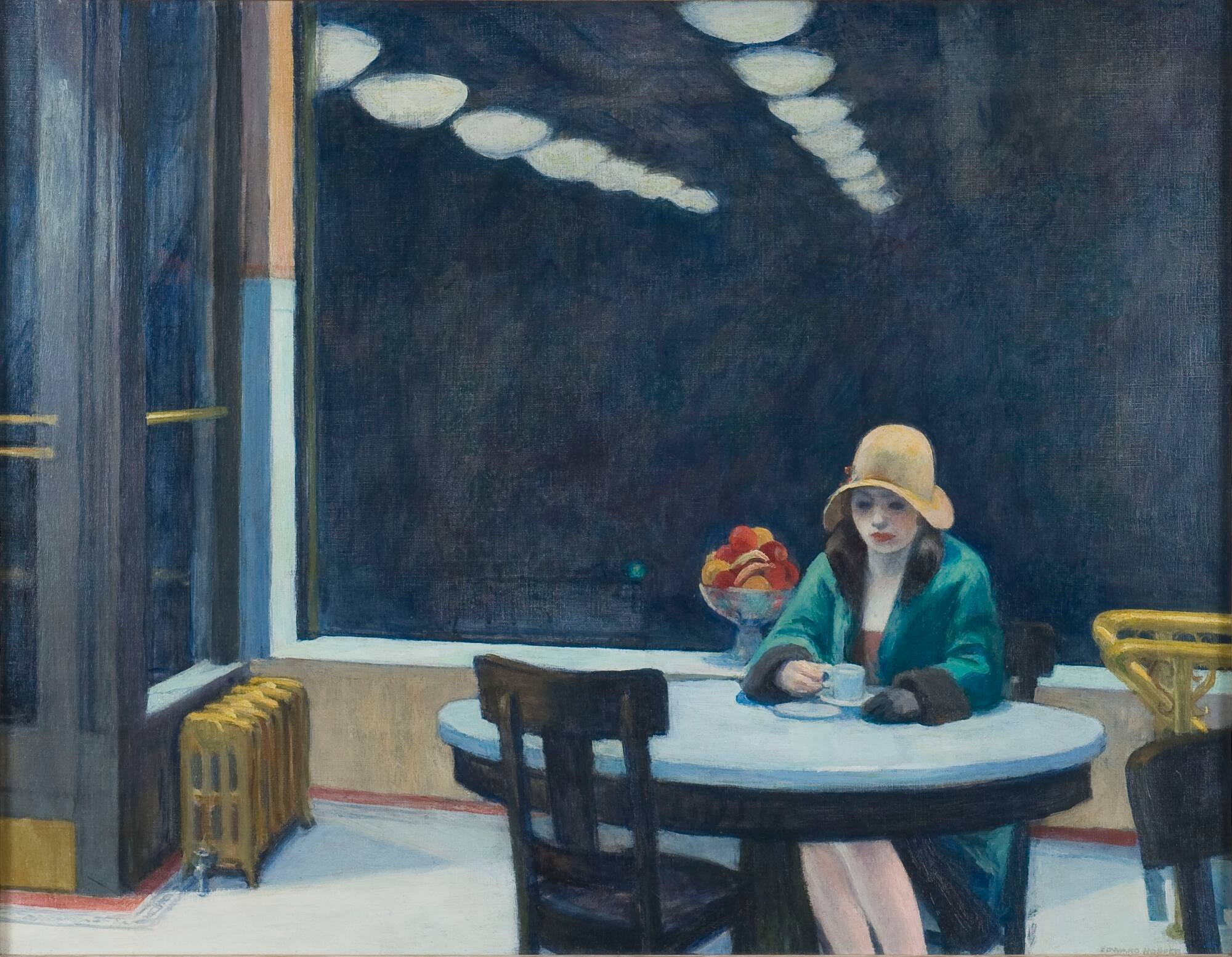
Automat, 1927.
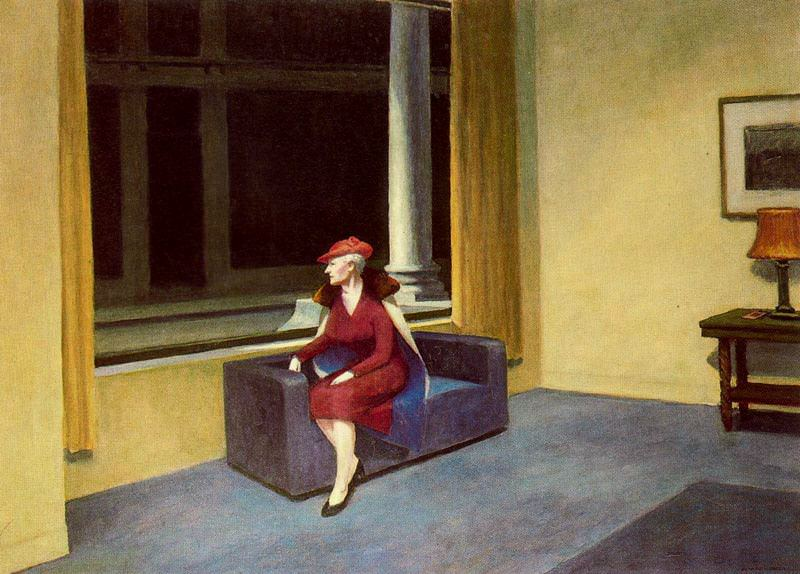
Hotel Window, 1955.

Extérieur avec plusieurs personnages.
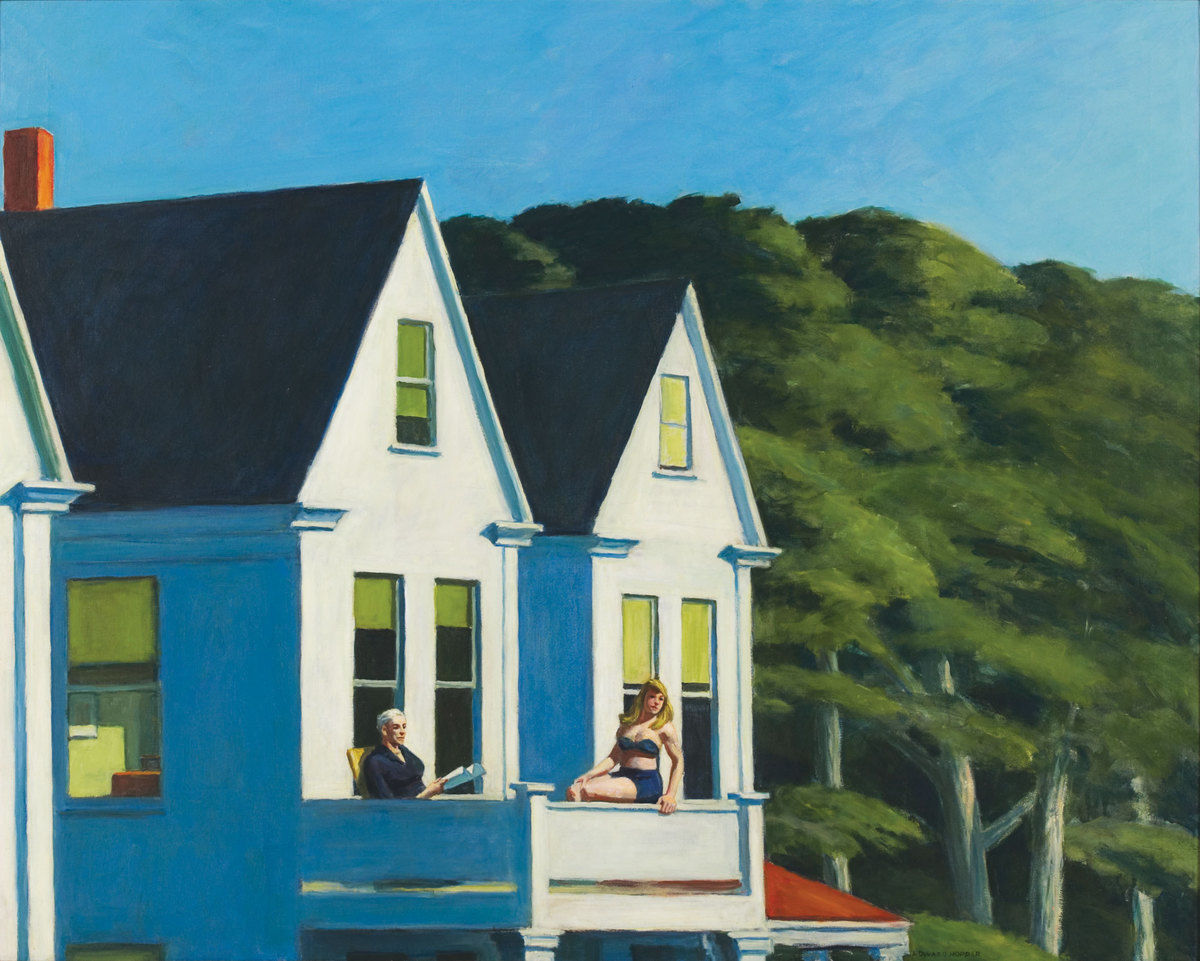
Second Story Sunlight, 1960.

Extérieur avec un seul personnage.
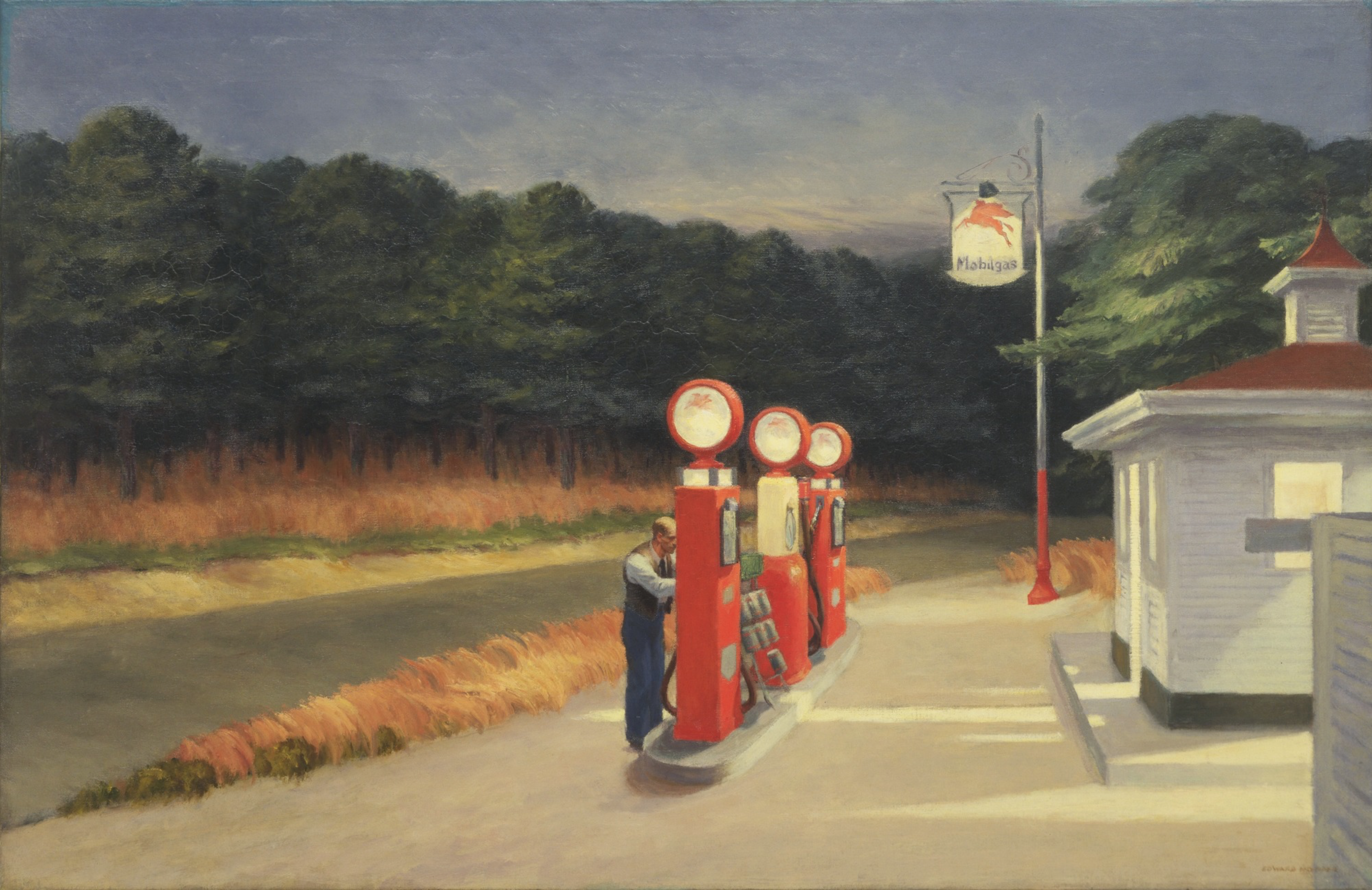
Gas,1940.
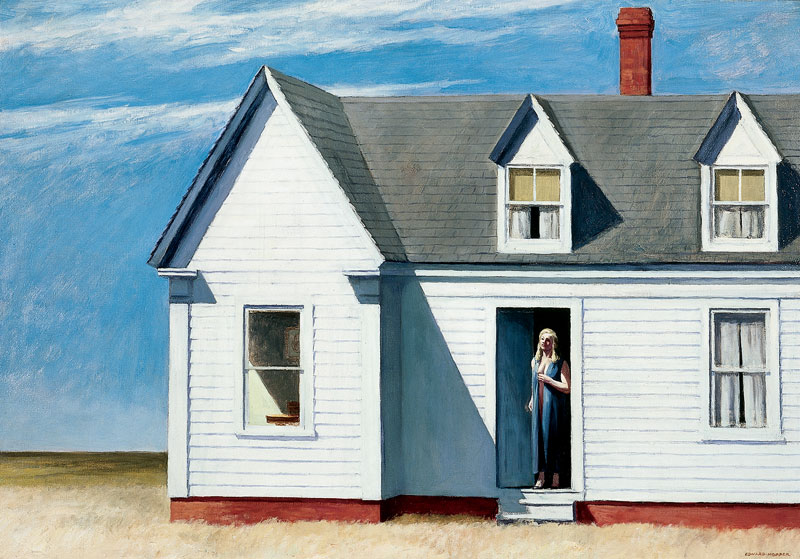
High Noon, 1949.

Architecture sans personnage.
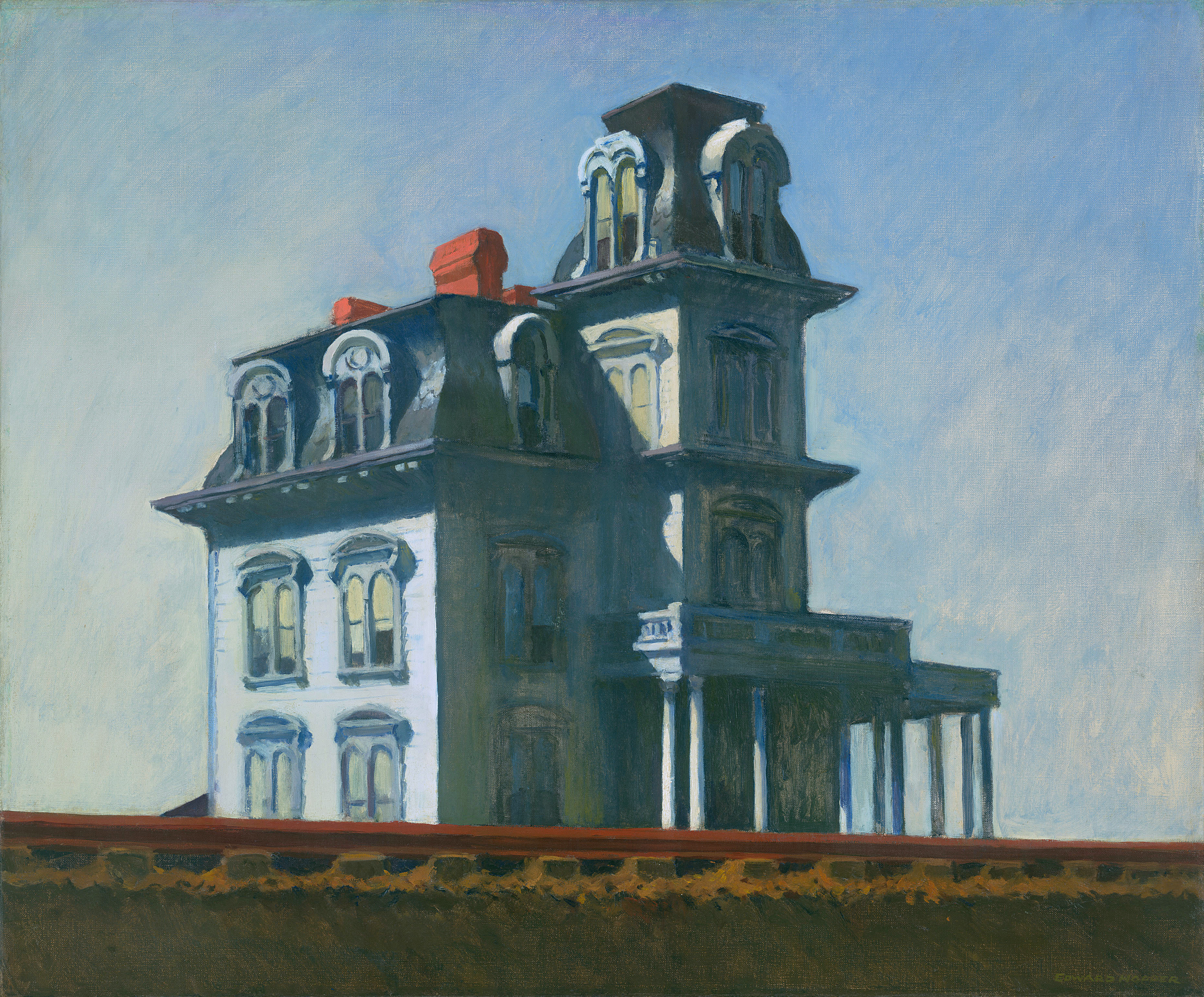
House by the Railroad, 1925.
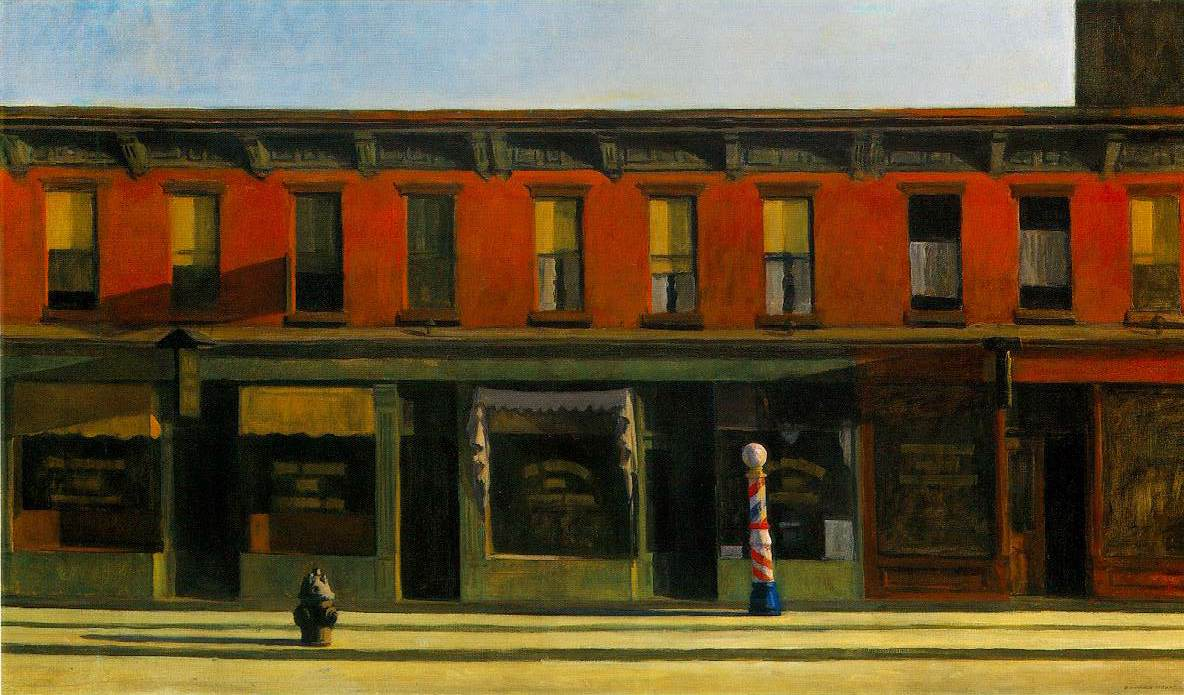
Early Sunday Morning, 1930.
Vent d'est sur Weehawken, 1934.
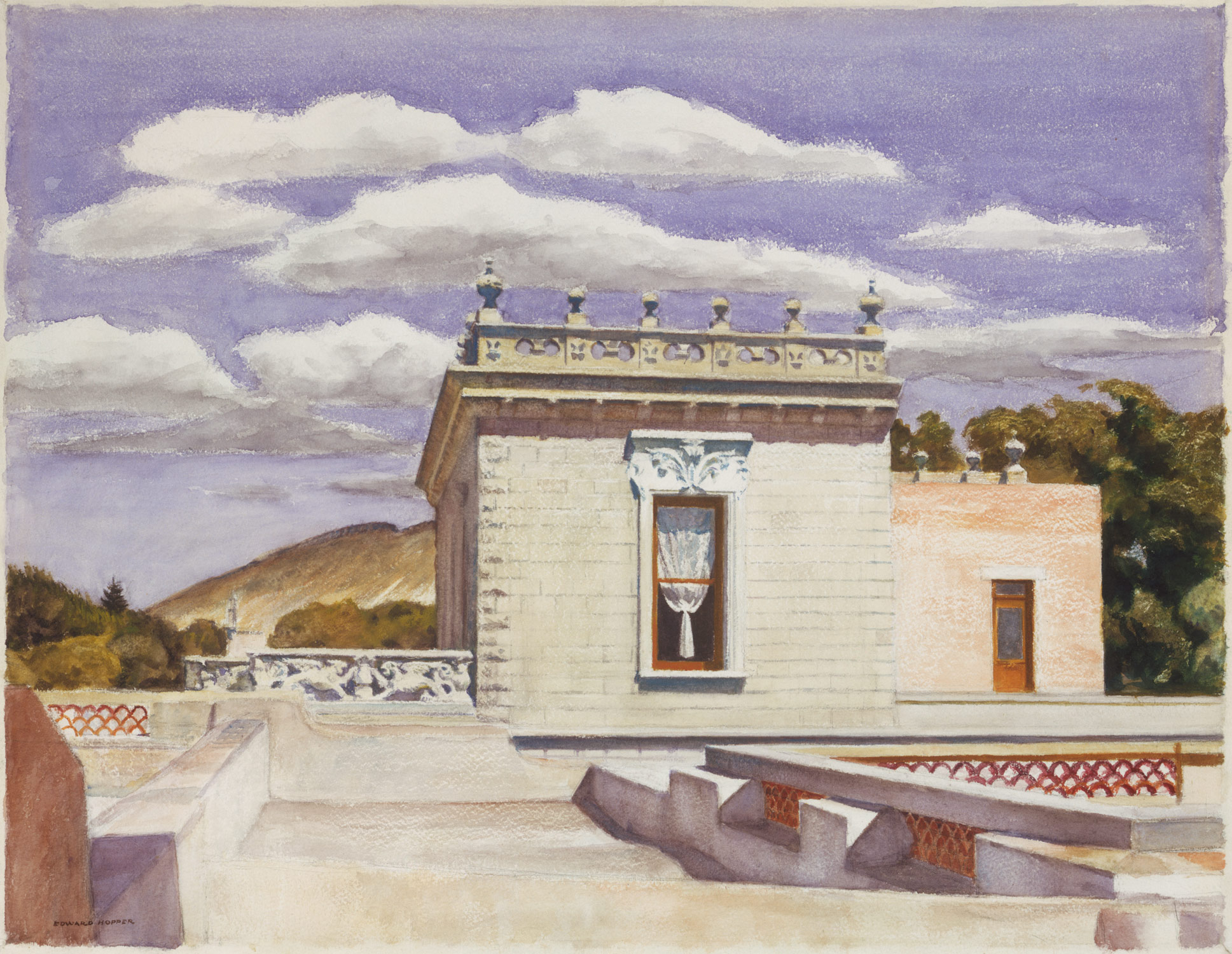
Saltillo Mansion, 1943.

Bâtiment sans personnage avec plan d'eau.
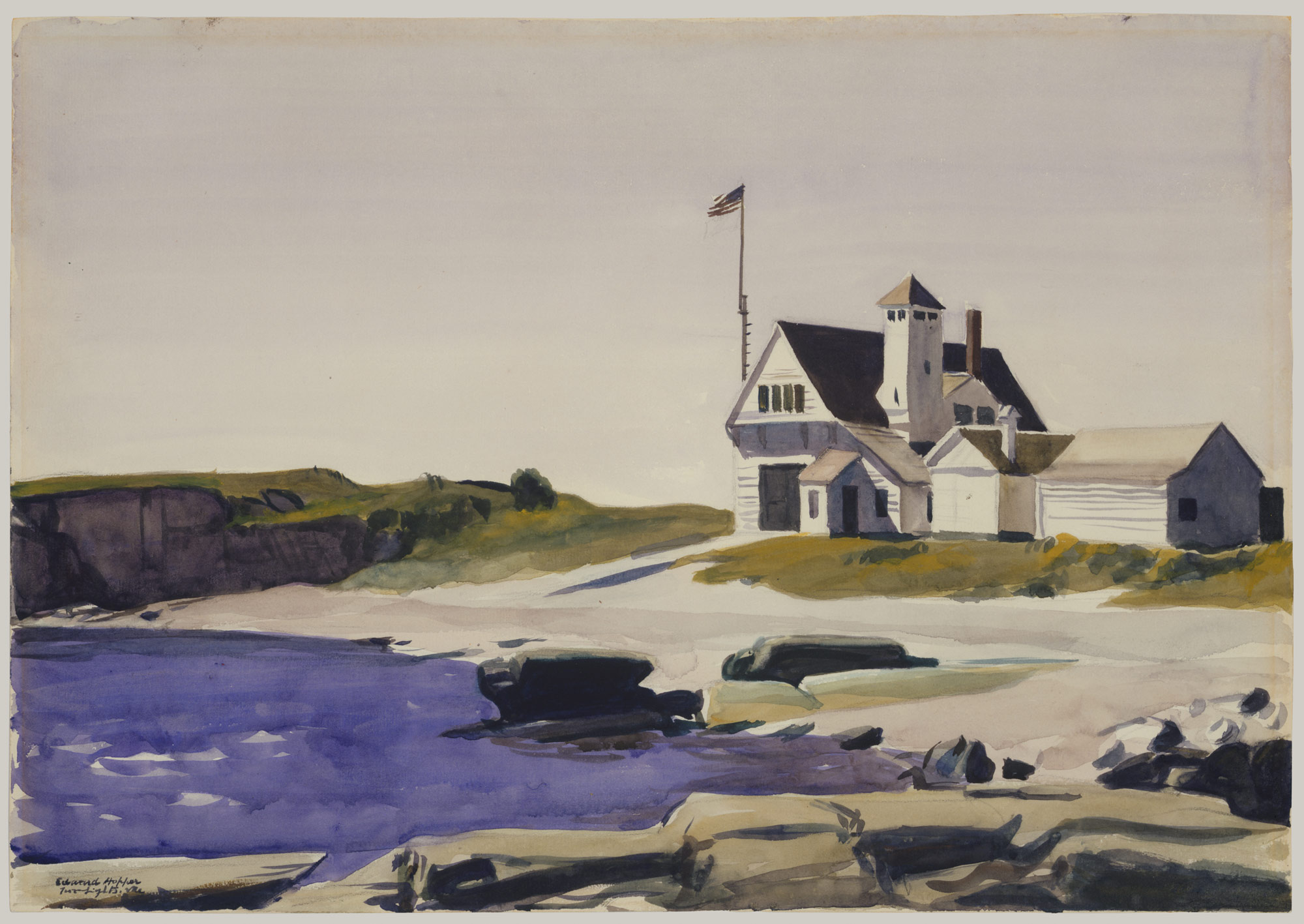
Coast-Guard-Station at Two Lights, 1927.
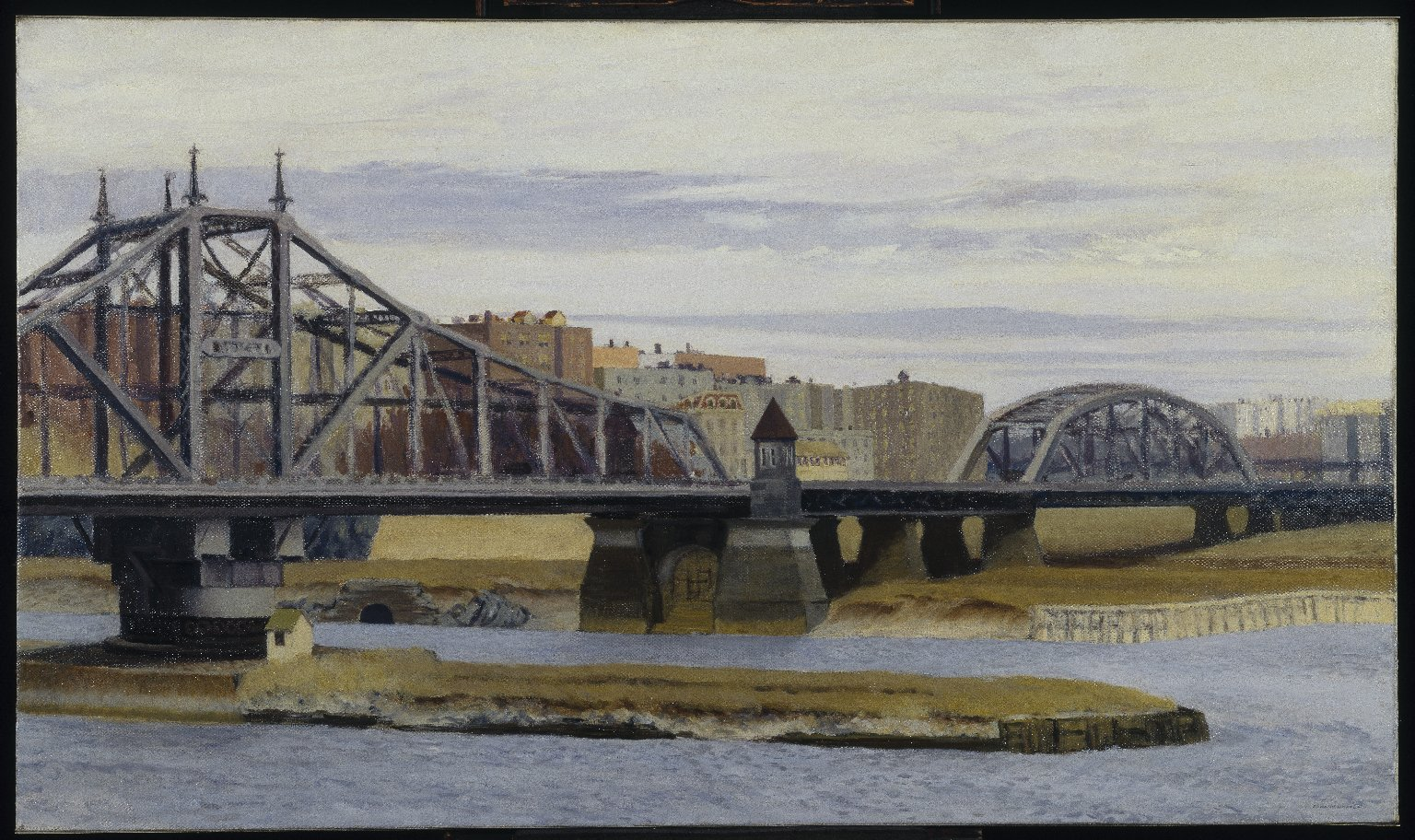
Macombs Dam Bridge, 1935.

- The Lighthouse at Two Lights, 1929.

#### Le train  chez Hopper
- Railroad Crossing, 1922
- Railroad Sunset, 1929
- House by the Railroad, 1925
- Dauphinée House, 1932
- Compartiment C, voiture 293, 1938
- Dawn In Pennsylvania, 1942
- Hôtel près d'une voie ferrée, 1952
- Chair Car, 1965

### Principales estampes

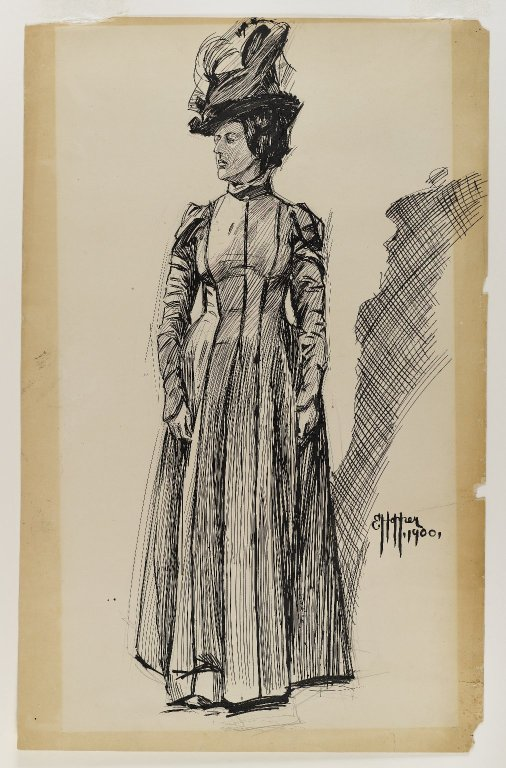
Sans titre (Standing Female Figure), vers 1900, encre noire et graphite sur papier, 57,3 × 36,4 cm, Brooklyn Museum.
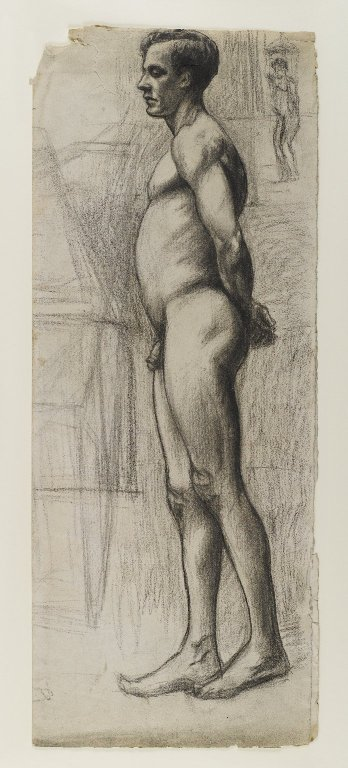
Male Nude, vers 1903/1904, graphite et fusain sur papier crème moyennement épais, modérément texturé, 61 × 24,4 cm, Brooklyn Museum.
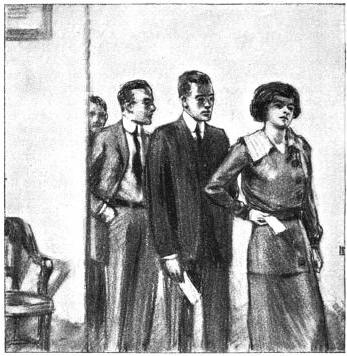
Illustration Vivre selon votre système d'emploi, 1913, source The Magazine of Business (July 1913)[49], p. 18–25.
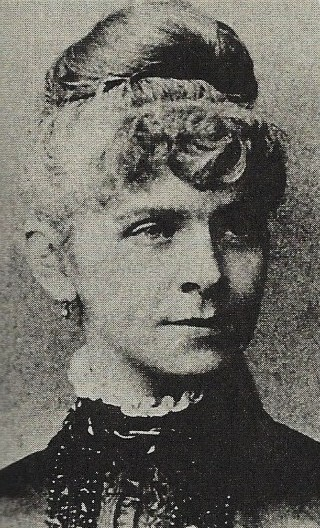
Mère de l'artiste Edward Hopper, Elizabeth Griffith Smith Hopper, (3 avril 1854-19 mars 1935, 80 ans), 1er janvier 1913[50].
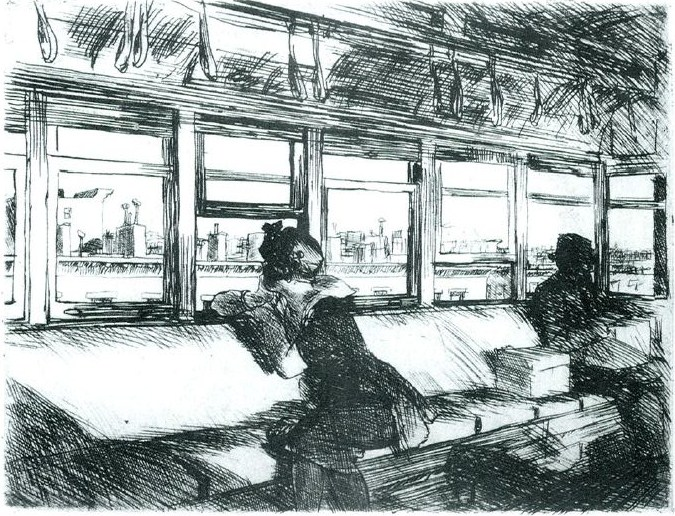
Gravure d'un couple dans un train, 1918, source Edward Hopper's New York. San Francisco: Chameleon Books, Inc.
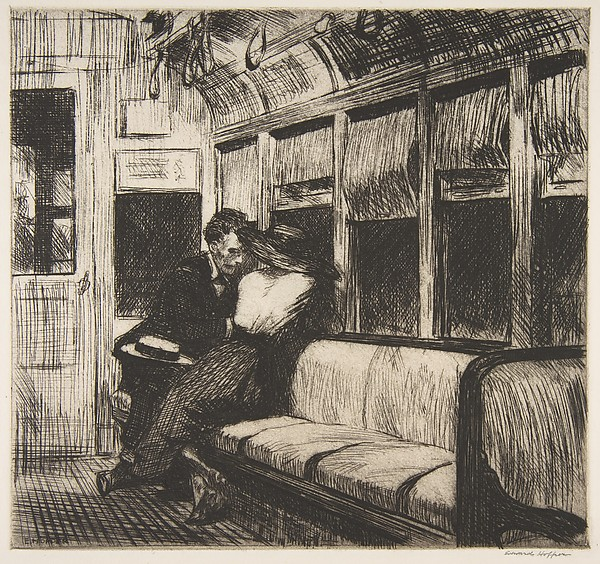
Nuit dans le train, 1918, eau-forte, 18,7 × 19,9 cm, Metropolitan Museum of Art.
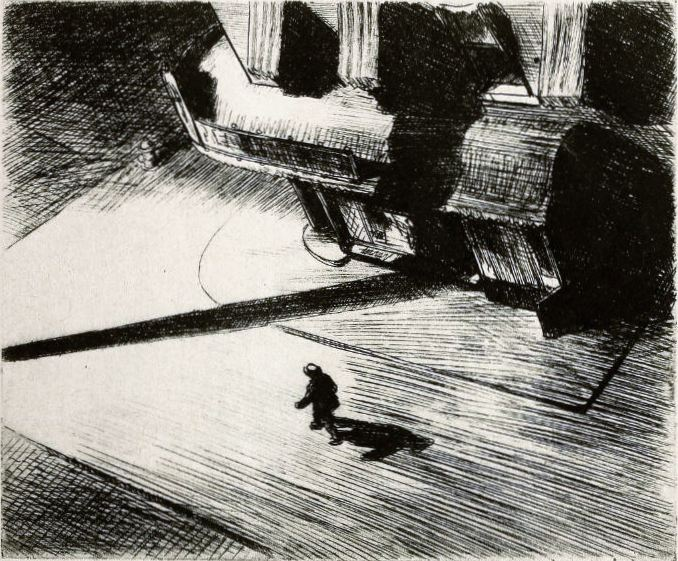
Gravure "Night Shadows" d'Edward Hopper, à la page 23 du magazine Shadowland, octobre 1922[51].
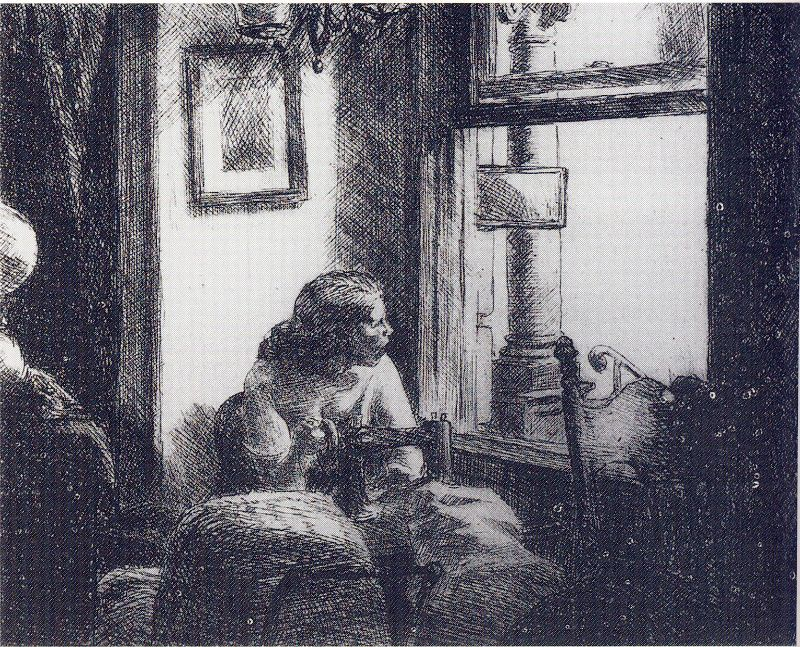
Intérieur côté est, 1922, 20 × 24,9 cm, Whitney Museum of American Art.

## Expositions (sélection)
(Sauf précision contraire, elles ont lieu dans la ville de New York.)
- 1908 : exposition collective à l’Harmonie Club
- 1912 : exposition collective au Mac Dowell Club
- 1915 : exposition collective au Mac Dowell Club
- 1920 : première exposition individuelle d’huiles sur toile de Paris au Whitney Studio Club
- 1922 : caricatures au Studio Club
- 1924 : ensemble des aquarelles à la Frank K. Rehn Gallery
- 1926 : aquarelles au Boston Art Club (Boston)
- 1927 : huiles sur toile, aquarelles et affiches à la Rehn Gallery
- 1928 : aquarelles au Morgan Memorial à Hatford dans le Connecticut
- 1929 : Frank K. M. Rehn Gallery
- 1933 : première rétrospective au Museum of Modern Art
- 1934 : Arts Club de Chicago
- 1950 : rétrospective au Whitney Museum of American Art, présentée ensuite au musée des beaux-arts de Boston et au Detroit Institute of Arts
- 1959 : exposition à la Currier Gallery of Art, Manchester (New Hampshire), reprise par la Rhode Island School of Design (Providence)
- 1964 : rétrospective au Whitney Museum of American Art, présentée ensuite à l’Institut d'art de Chicago

### Posthumes (sélection)
- 1989 : Marseille (musée Cantini)
- 2004 : présentation d'un choix de tableaux de Hopper en Europe, notamment à Cologne et à la Tate Modern[52] de Londres.
  - En parallèle à cette exposition, le musée d’art américain de Giverny organise une exposition regroupant des tableaux de sa première période[53].
- 2007 (6 mai - 19 août) : œuvres de la période 1925-1950 au musée des Beaux-Arts de Boston (50 peintures à l'huile, 30 aquarelles et 12 gravures sont présentées au public[54])
- 2010 : rétrospective à la fondation de l'Hermitage, Lausanne (160 tableaux[55])
- 2012 (12 juin - 16 septembre) : rétrospective au musée Thyssen-Bornemisza de Madrid
- 2012–2013 (10 octobre 2012 - 3 février 2013) : Grand Palais à Paris
- Prévue du 26 janvier au 17 mai 2020, interrompue du fait de la crise sanitaire de la covid-19, rouverte le 11 mai 2020 et prolongée jusqu'au 26 juillet 2020, Fondation Beyeler, Riehen, près de Bâle. L'exposition à la Fondation Beyeler se concentre sur les représentations emblématiques de Hopper de l'immensité du paysage américain et urbain[56].
- 2022-2023 (19 octobre 2022 au 5 mars 2023) : Edward Hopper’s New York, Whitney Museum of American Art[57].

#### En français
- Gail Levin (trad. Marie-Hélène Agüeros), Edward Hopper, Paris, Flammarion, 1985, 98 p. (ISBN 2-08-012041-7)
- Heinz Liexbrock, Edward Hopper. Quarante Chefs-d’œuvre, Munich, Schirmer/Mosel, 1988
- Laurence Debecque-Michel, Hopper : les chefs-d’œuvre, Paris, Hazan, 1992, 144 p. (ISBN 2-85025-291-3)
- Jean-Paul Hameury, Edward Hopper, Paris, éditions Folle Avoine, 1992
- Ivo Kranzfelder (trad. Annie Berthold), Hopper 1882- 1967 : Vision de la réalité, Cologne, Benedikt Taschen, 1995, 200 p. (ISBN 3-8228-9270-X)
- Martin Melkonian, Edward Hopper luttant contre la cécité, Paris, éditions d'écarts, 2005
- Carter E. Foster (dir.), Edward Hopper, Milan, Skira - Fondation de l'Hermitage - Lausanne, 2010, 278 p. (ISBN 978-88-572-0284-6)
- Avis Berman (trad. Laurent Laget), Edward Hopper à New York, éditions Soline, septembre 2012  (ISBN 978-2876775206)
- Deborah Lyons, Brian O’Doherty, Edward Hopper : De l'œuvre au croquis, éditions Prisma, octobre 2012  (ISBN 978-2-8104-0251-9)
- Éric Darragon, Richard R. Brettell, Edward Hopper. Les années parisiennes 1906-1910, Paris, Le Passage  (ISBN 2847420517)
- Jean Foubert, « Edward Hopper, David Lynch : mises en perspectives » in colloque « Vous avez dit Hopper ? » organisé par Jean-Loup Bourget (ENS) et Elizabeth Glassman (TFA, MAAG)
- Jean Foubert, « Edward Hopper : film criminel et peinture », Transatlantica, no 2,‎ 2012 (lire en ligne, consulté le 8 mai 2024).
- Karin Müller, Lever de rideau sur Edward Hopper, éditions Guéna-Barley, 2012  (ISBN 9782919058044)
- Philippe Besson, L'Arrière-saison, Paris, Julliard, 2002, rééd. Pocket no 12029. Sur le tableau Nighthawks
- Rosalind Ormiston, Edward Hopper - Les 100 plus beaux chefs-d'oeuvre, Larousse, coll. « Albums Art », 2012, 144 p. (ISBN 978-2035876355)

- Karine Muller, Edward Hopper : Exprimer une pensée par la peinture, Michel de Maule, coll. « biographe », 2015, 76 p. (ISBN 978-2876235595)
- Thierry Grillet, Edward Hopper, Place des Victoires, 2018, 190 p. (ISBN 978-2809915532)
- Javier Santiso, Un pas de deux, roman, 2023, Gallimard,  (ISBN 978-2-07-298973-5)[58]

##### DVD
- Didier Ottinger et Jean-Pierre Devillers, La Toile Blanche d'Edward Hopper, Arte éditions, coll. « Français (Dolby Digital 2.0) », 2012, 130 minutes (ASIN B008808YFW)
- Stephanie Cumming (Acteur), Christoph Bach (Acteur) et Gustav Deutsch (Réalisateur), Shirley : Un Voyage dans la Peinture d'Edward Hopper, KMBO, coll. « Français (Dolby Digital 2.0) », 2015, 92 minutes (ASIN B00Q7DWXLS)
  - Shirley : Un Voyage dans la Peinture d'Edward Hopper [Blu-Ray], 2015 (ASIN B00Q7DWVV0)

##### Documentaire
- Catherine Aventurier, Edward et Jo Hopper, un si violent silence, France 4, 2021.

##### Littérature jeunesse
- Davide Cali et Ronan Badel, Pont des Arts - la chanson perdue de Lola Pearl (Hopper), Elan Vert, coll. « Pont des arts - Les carnets (9 - 12 ans) », 2018, 64 p. (ISBN 978-2844555335) – Une enquête illustrée par 12 tableaux de Edward Hopper.

#### En anglais
- Avis Berman, Edward Hopper's New York, Pomegranate Communications, 2005  (ISBN 0764931547)
- Edward Hopper, Deborah Lyons, Brian O’Doherty, Edward Hopper : A Journal of His Work, W. W. Norton & Company, 1997  (ISBN 0393313301)
- Gail Levin, Edward Hopper: The Art and the Artist, W. W. Norton & Company, 1996  (ISBN 0393315770)
- Gail Levin, Edward Hopper: An Intimate Biography, Rizzoli, Upd Exp edition, 2007  (ISBN 0847829308)
- Edward Lucie-Smith, Lives of the Great 20th-Century Artists, Thames & Hudson, 1999  (ISBN 0500237395)
- Virginia M. Mecklenburg, Edward Hopper: The Watercolors, W. W. Norton & Company, 1999  (ISBN 0393048497)
- Gerry Souter, Edward Hopper, Parkstone, 2007  (ISBN 9781859954485)
- Carol Troyen, Judith Barter, Elliot Davis, Edward Hopper, Boston, Museum of Fine Arts Publications, 2007  (ISBN 0878467122)
- Walter Wells, Silent Theater: The Art of Edward Hopper, Phaidon Press, 2007  (ISBN 0714845418)
- (en) Rolf G. Renner, Hopper, Taschen GmbH, coll. « Basic Art 2.0 », 2017, 96 p. (ISBN 978-3836500333)

### Infographie
- Marie-Aude Roux, « Natalie Dessay fait vibrer les toiles d’Edward Hopper », sur Le Monde, 19 décembre 2016 (consulté le 3 février 2020)
- Valérie Duponchelle, « Et Edward Hopper inventa l’Amérique », sur Le Figaro, 4 février 2020 (consulté le 8 février 2020)
- Valérie Duponchelle, « Wim Wenders filme le mystère Hopper en 3D », sur Le Figaro, 4 février 2020 (consulté le 13 février 2020)
- Guillemette de Préval, « L’énigmatique Amérique d’Edward Hopper », sur La Croix, 13 février 2020 (consulté le 13 février 2020)
- Cécile Martet, « Edward Hopper en 10 œuvres », sur KAZoART, 24 juillet 2019 (consulté le 20 juin 2019)

#### Bases de données et dictionnaires
- Ressources relatives aux beaux-arts :   - Art Institute of Chicago
  - Artists of the World Online
  - Bénézit
  - Bridgeman Art Library
  - British Museum
  - Delarge
  - Grove Art Online
  - Musée d'art Nelson-Atkins
  - Musée Thyssen-Bornemisza
  - Museum of Modern Art
  - National Gallery of Art
  - RKDartists
  - Smithsonian American Art Museum
  - Union List of Artist Names
- Ressources relatives à la musique :   - Discogs
  - MusicBrainz
- Ressource relative à la littérature :   - Internet Speculative Fiction Database
- Ressource relative à plusieurs domaines :   - Radio France
- Ressource relative à l'audiovisuel :   - IMDb
- Notices dans des dictionnaires ou encyclopédies généralistes :   - American National Biography
  - Britannica
  - Brockhaus
  - Den Store Danske Encyklopædi
  - Deutsche Biographie
  - Enciclopedia De Agostini
  - Gran Enciclopèdia Catalana
  - Hrvatska Enciklopedija
  - Internetowa encyklopedia PWN
  - Nationalencyklopedin
  - Proleksis enciklopedija
  - Store norske leksikon
  - Treccani
  - Universalis
  - Visuotinė lietuvių enciklopedija
- Notices d'autorité :   - VIAF
  - ISNI
  - BnF (données)
  - IdRef
  - LCCN
  - GND
  - Italie
  - Japon
  - CiNii
  - Espagne
  - Belgique
  - Pays-Bas
  - Pologne
  - Israël
  - NUKAT
  - Catalogne
  - Suède
  - Australie